# Liste der Kulturdenkmale in Neustadt in Sachsen

Wappen der Stadt Neustadt i. Sa.

Die Liste der Kulturdenkmale in Neustadt in Sachsen enthält die Kulturdenkmal in Neustadt in Sachsen.
Die Anmerkungen sind zu beachten.
Diese Liste ist eine Teilliste der Liste der Kulturdenkmale im Landkreis Sächsische Schweiz-Osterzgebirge.
Diese Liste ist eine Teilliste der Liste der Kulturdenkmale in Sachsen.

## Legende
- Bild: Bild des Kulturdenkmals, ggf. zusätzlich mit einem Link zu weiteren Fotos des Kulturdenkmals im Medienarchiv Wikimedia Commons. Wenn man auf das Kamerasymbol klickt, können Fotos zu Kulturdenkmalen aus dieser Liste hochgeladen werden:
- Bezeichnung: Denkmalgeschützte Objekte und ggf. Bauwerksname des Kulturdenkmals
- Lage: Straßenname und Hausnummer oder Flurstücknummer des Kulturdenkmals. Die Grundsortierung der Liste erfolgt nach dieser Adresse. Der Link (Karte) führt zu verschiedenen Kartendiensten mit der Position des Kulturdenkmals. Fehlt dieser Link, wurden die Koordinaten noch nicht eingetragen. Sind diese bekannt, können sie über ein Tool mit einer Kartenansicht einfach nachgetragen werden. In dieser Kartenansicht sind Kulturdenkmale ohne Koordinaten mit einem roten bzw. orangen Marker dargestellt und können durch Verschieben auf die richtige Position in der Karte mit Koordinaten versehen werden. Kulturdenkmale ohne Bild sind an einem blauen bzw. roten Marker erkennbar.
- Datierung: Baubeginn, Fertigstellung, Datum der Erstnennung oder grobe zeitliche Einordnung entsprechend des Eintrags in der sächsischen Denkmaldatenbank
- Beschreibung: Kurzcharakteristik des Kulturdenkmals entsprechend des Eintrags in der sächsischen Denkmaldatenbank, ggf. ergänzt durch die dort nur selten veröffentlichten Erfassungstexte oder zusätzliche Informationen
- ID: Vom Landesamt für Denkmalpflege Sachsen vergebene, das Kulturdenkmal eindeutig identifizierende Objekt-Nummer. Der Link führt zum PDF-Denkmaldokument des Landesamtes für Denkmalpflege Sachsen. Bei ehemaligen Kulturdenkmalen können die Objektnummern unbekannt sein und deshalb fehlen bzw. die Links von aus der Datenbank entfernten Objektnummern ins Leere führen. Ein ggf. vorhandenes Icon  führt zu den Angaben des Kulturdenkmals bei Wikidata.

## Aufteilung
Wegen der großen Anzahl von Kulturdenkmalen in Neustadt in Sachsen ist diese Liste in Teillisten nach den Ortsteilen aufgeteilt.
- Berthelsdorf
- Krumhermsdorf
- Langburkersdorf
- Niederottendorf
- Oberottendorf
- Polenz
- Rückersdorf
- Rugiswalde

## Neustadt i. Sa.
| Bild                                    | Bezeichnung | Lage                                    | Datierung                                          | Beschreibung | ID       |
| --------------------------------------- | --- | --------------------------------------- | -------------------------------------------------- | --- | -------- |
|                                         | Denkmalschutzgebiet Neustadt i. Sa. | (Karte)                                 |                                                    | Vorschlag eines Denkmalschutzgebietes | 09300019 |
| Direkt Bild zu diesem Denkmal hochladen | Vierbogige Eisenbahnbrücke mit Stützmauern | (Karte)                                 | ursprünglich 1876                                  | eisenbahngeschichtlich und technikgeschichtlich von Bedeutung. Komplett aus Sandstein, rundlichere Bogen. | 09253749 |
| Direkt Bild zu diesem Denkmal hochladen | Wohnstallhaus mit integriertem Scheunenteil | Anbau 15 (Karte)                        | 1. Hälfte 19. Jh. (Wohnstallhaus)                  | Obergeschoss und Giebel Fachwerk, verbrettert, mit Nr. 6 das letzte, weitgehend ursprünglich erhaltene Gebäude der einstigen Aussiedlung, baugeschichtlich und sozialgeschichtlich von Bedeutung. Biberschwanzdeckung, Fenster weitgehend originale Größe. | 09253528 |
| Direkt Bild zu diesem Denkmal hochladen | Wohnstallhaus eines Bauernhofes | Anbau 24 (Karte)                        | 1. Hälfte 19. Jh.                                  | Obergeschoss Fachwerk verbrettert, zum Teil Sichtfachwerk, mit Nr. 5 das letzte weitgehend ursprünglich erhaltene Gebäude der einstigen Aussiedlung, baugeschichtlich und sozialgeschichtlich von Bedeutung. Biberschwanzdeckung, Fenster originale Größe. | 09253529 |
| Direkt Bild zu diesem Denkmal hochladen | Wohnhaus | Badegasse 10 (Karte)                    | bez. 1803                                          | Obergeschoss Fachwerk verbrettert und verputzt, Relikt ländlicher Bauweise im heute städtischen Kontext, straßenbildprägend von Bedeutung. Fenster Obergeschoss weitgehend originale Größe, nur großer Einbruch an der Giebelseite. | 09253632 |
|                                         | Denkmal für die Gefallenen des Ersten Weltkrieges | Bahnhofstraße (Karte)                   | nach 1918 (Kriegerdenkmal)                         | ortsgeschichtlich von Bedeutung. Kriegerdenkmal: Oktogon mit konkav eingezogenen Flächen, ca. 8 m hoch, Granit, stilisierte Flammen als oberer Abschluss, Namen der Gefallenen und Gedicht eingemeißelt, axial zum Bahnhofseingang ausgerichtet. | 09253585 |
|                                         | Wohnhaus in geschlossener Bebauung | Bahnhofstraße 5 (Karte)                 | Mitte 19. Jh.                                      | mit Ladeneinbau, baugeschichtlich und städtebaulich von Bedeutung. Zweigeschossig, im Erdgeschoss rundbogiger Fenstersturz, Obergeschoss Fenstergewände mit Ohrungen, steiles Satteldach mit zwei Schleppgaupen, Traufgesims, originale Doppelkastenfenster. | 09253530 |
|                                         | Wohnhaus in Ecklage und halboffener Bebauung | Bahnhofstraße 10 (Karte)                | 1910/1920                                          | mit Laden und Dachausbau, prägt die Ecke Bahnhof-/Goethestraße entscheidend mit, baugeschichtlich und städtebaulich von Bedeutung. Zweigeschossig, schöne Haustür aus den 1920er Jahren, abgeschrägte Ecke, im 1. Obergeschoss halbrunder Erker, gerade Fensterbekrönungen, Dachausbau mit zwei Dreiecksgiebeln. | 09253533 |
|                                         | Wohnhaus in halboffener Bebauung | Bahnhofstraße 11 (Karte)                | 1. Hälfte 19. Jh., Kern älter                      | mit Laden, baugeschichtlich und straßenbildprägend von Bedeutung. Zweigeschossig, gerade Fensterstürze (Haustein), Obergeschoss womöglich Fachwerk, Giebel verschiefert, steiles Satteldach, traufständig. | 09253531 |
|                                         | Wohnhaus in halboffener Bebauung | Bahnhofstraße 13 (Karte)                | 1880/1890                                          | baugeschichtlich und platzbildprägend von Bedeutung. Zweigeschossig, Erdgeschoss durch Ladeneinbauten verändert, traufständig, Obergeschoss renaissancistische Fensterbekrönungen und -rahmungen, verkröpftes Gesims, Traufgesims: Zahnschnittfries mit Konsolen. | 09253532 |
|                                         | Wohnhaus (ohne Anbauten) in halboffener Bebauung | Bahnhofstraße 23 (Karte)                | 1. Hälfte 19. Jh.                                  | Relikt der früheren Straßenbebauung, baugeschichtlich und städtebaulich von Bedeutung. Zweigeschossig, traufständig, Erdgeschoss Sandsteingewände, Obergeschoss Fachwerk, Giebel, eine Seite und Obergeschoss ornamental verschiefert, steiles Satteldach. | 09253538 |
|                                         | Wohnhaus in halboffener Bebauung | Bahnhofstraße 26 (Karte)                | Schlussstein bez. 1812                             | Relikt ländlicher Bebauung, baugeschichtlich und städtebaulich von Bedeutung. Zweigeschossig, traufständig, Frackdach, Bruchsteinmauerwerk, verputzt, Fenster- und Türgewände Sandstein, Tür erhalten (korbbogig), größtenteils originale Fenster, Schlussstein: FJS – 1812. | 09253581 |
|                                         | Wohnhaus und Fabrikbau | Bahnhofstraße 29; 29a (Karte)           | um 1800                                            | baugeschichtlich und ortsgeschichtlich von Bedeutung. Wohnhaus von Wilhelm Schaffrath (1814–1893) mit Gedenktafel (Nr. 29): Krüppelwalmdach, zwei Fledermausgaupen, Putzfassade, Fenstergrößen erhalten, Inschrift Gedenktafel: „In diesem Hause lebte und wirkte Dr. Schaffrath, Mitglied der Nationalversammlung im Jahre 1848 in der Paulskirche zu Frankfurt/Main“. Fabrikbau (Nr. 29a, Kunstblumenfabrik): älterer Teil Hausteinsockel, Segmentbogenfenster mit Backsteinbekrönung, Krüppelmansarddach, barock geschwungen, neuer Teil Stahlskelettkonstruktion, im Erdgeschoss Toreinfahrten, vielfeldrige, gleichmäßig angeordnete Fenster, Mansarddach wird von älterem Teil übernommen und fortgeführt. | 09253582 |
| Direkt Bild zu diesem Denkmal hochladen | Mietshaus in Eckbebauung | Bahnhofstraße 34 (Karte)                | um 1880                                            | städtebaulich und straßenbildprägend von Bedeutung. Dreigeschossig, Walmdach, mit zweigeschossigem Anbau, Gründerzeitdekor, originale Putzgliederung. | 09253678 |
| Weitere Bilder                          | Postamt | Bahnhofstraße 36 (Karte)                | 1891                                               | Klinkerbau mit Stilelementen der Neorenaissance, baugeschichtlich und straßenbildprägend von Bedeutung. Zweigeschossig, mit ausgebautem Mansarddach, zwei Risalite, aufwendige Gliederung des Baukörpers durch Wechsel von Sandstein- und Backsteinflächen, Eingangsvorbau mit Freitreppe, Balkon, Vorbau zur Kreuzung hin mit Uhr, Neorenaissance-Formen überwiegen bei der eklektizistischen Gestaltung mit französischem Einschlag. | 09253584 |
|                                         | Wohnhaus in offener Bebauung | Berthelsdorfer Straße 1 (Karte)         | um 1870                                            | mit spätklassizistischer Fassade, baugeschichtlich und straßenbildprägend von Bedeutung. Zweigeschossig, mit Drempel, Walmdach, Putzfassade, flacher Mittelrisalit, dreiachsig, Drillingsfenster (rundbogig) und Okulus im Giebel, Erdgeschoss korbbogige, Obergeschoss gerade Fensterstürze, geschosstrennende Friese: Ornamentbänder mit Weinlaub, Fenster und Tür erhalten. | 09253620 |
|                                         | Wohnhaus in halboffener Bebauung | Bischofswerdaer Straße 1 (Karte)        | Kern um 1850                                       | baugeschichtlich und städtebaulich von Bedeutung. Massiv, zweigeschossig, Gurtgesims, Akroterien, Ladeneinbau. | 09252578 |
|                                         | Wohnhaus in halboffener Bebauung | Bischofswerdaer Straße 4 (Karte)        | 1. Hälfte 19. Jh.                                  | überstand als einziges Haus der heutigen Bischofswerdaer Straße den Brand von 1871, baugeschichtlich von Bedeutung. Zweigeschossig, Geschosse optisch durch Gesimse abgegrenzt. | 09253516 |
|                                         | Mietshaus in geschlossener Bebauung und Ecklage | Bischofswerdaer Straße 5 (Karte)        | 1870er Jahre                                       | städtebaulich und straßenbildprägend von Bedeutung. Dreigeschossig, mit Drempel, flaches Dach, Geschosse optisch durch Gesimse abgegrenzt, Traufgesims, obere Etagen mit Fensterbekrönungen, untere mit Putzrustizierung. | 09253513 |
|                                         | Mietshaus in geschlossener Bebauung | Bischofswerdaer Straße 10 (Karte)       | 1870er Jahre                                       | gründerzeitlicher Putzbau, prägt mit Nr. 12 das Straßenbild (ansteigend zum Markt) entscheidend mit, baugeschichtlich und städtebaulich von Bedeutung. Dreigeschossig, Geschosse optisch durch Gesimse abgegrenzt, 1. Stock mit Resten von Fensterbekrönungen, Erdgeschoss Segmentbogenfenster, Fenster und Türen mit Sandsteingewänden. | 09253511 |
| Direkt Bild zu diesem Denkmal hochladen | Wohnhaus in geschlossener Bebauung | Bischofswerdaer Straße 11 (Karte)       | um 1890                                            | gründerzeitlicher Putzbau mit Laden, baugeschichtlich und städtebaulich von Bedeutung. Zweigeschossig, Obergeschoss Backstein, Erdgeschoss Sandstein verkleidet, in kräftigem Relief, Fensterbekrönung Obergeschoss, schönes Türblatt. | 09253515 |
|                                         | Mietshaus in Ecklage und in halboffener Bebauung | Bischofswerdaer Straße 12 (Karte)       | 1870er Jahre                                       | gründerzeitlicher Putzbau, prägt mit Nr. 10 das Straßenbild (ansteigend zum Markt) entscheidend mit, baugeschichtlich und städtebaulich von Bedeutung. Dreigeschossig, Geschosse optisch durch Gesimse abgegrenzt, Walmdach, Beletage optisch durch Fensterbekrönungen hervorgehoben, Erdgeschoss Segmentbogenfenster, Sandsteingewände von Fenstern und Türen, untere zwei Geschosse Putzrustizierung. | 09253512 |
| Direkt Bild zu diesem Denkmal hochladen | Wohnhaus in halboffener Bebauung und kleine Backsteinesse im Hof | Bischofswerdaer Straße 13 (Karte)       | um 1880                                            | gründerzeitlicher Putzbau mit Laden, baugeschichtlich und städtebaulich von Bedeutung. Dreigeschossig, mit Drempel, der durch querovale Okuli angedeutet wird, unter Traufe Zahnschnittfries, der sich mit Deutschem Band abwechselt, Gurtgesimse grenzen optisch die Geschosse ab, verkröpftes Traufgesims, zeittypische Fenster-Dreizahl im Giebel, Esse: ca. 10 m hoch, Oktogon auf quadratischem Sockel. | 09253517 |
| Direkt Bild zu diesem Denkmal hochladen | Wohnhaus in halboffener Bebauung | Bischofswerdaer Straße 16 (Karte)       | lt. Auskunft 1873                                  | baugeschichtlich und ortsgeschichtlich von Bedeutung. Zweigeschossig, massiv, Fassadengliederung durch Gurtgesimse, Reste von Fensterbekrönungen, prägender Trauf-Fries mit angedeuteten Okuli. | 09253514 |
| Direkt Bild zu diesem Denkmal hochladen | Wohnhaus mit angebauter Turnhalle in halboffener Bebauung | Bischofswerdaer Straße 20 (Karte)       | 1880                                               | ortsgeschichtlich und sozialgeschichtlich von Bedeutung. Wohnhaus: zweigeschossig, mit Drempel, mit optischer Geschossteilung durch Gesimse, Erdgeschoss Segmentbögen, leichter Mittelrisalit, Turnhalle: mit Rundbogenfenstern. | 09253518 |
| Direkt Bild zu diesem Denkmal hochladen | Wohnhaus in geschlossener Bebauung | Bischofswerdaer Straße 22 (Karte)       | 1880er Jahre                                       | Zeugnis des Wiederaufbaus des Straßenzuges nach dem Brand von 1871, baugeschichtlich und städtebaulich von Bedeutung. Zweigeschossig, mit Drempel, Geschosse optisch durch Gesimse geteilt, Beletage mit Fensterbekrönungen, Doppelöffnungen machen Drempel zum „Mezzanin“, im Erdgeschoss Segmentbogenfenster und Putzrustizierung, Haustür Granitgewände, originales Türblatt, in den Baukörper führende Treppe. | 09253519 |
| Direkt Bild zu diesem Denkmal hochladen | Wohnhaus in geschlossener Bebauung | Bischofswerdaer Straße 24 (Karte)       | 1880er Jahre                                       | Zeugnis des Wiederaufbaus des Straßenzuges nach dem Brand von 1871, städtebaulich von Bedeutung. Zweigeschossig, mit leichtem, gegiebeltem Mittelrisalit, Rankenfries (Ziegel), ebenso auf Ziegelbasis Ornamentband, das optisch die Geschosse trennt, im Erdgeschoss Segmentbogenfenster, originales Türblatt, in den Baukörper führende Treppe. | 09253520 |
| Direkt Bild zu diesem Denkmal hochladen | Wohnhaus in geschlossener Bebauung | Bischofswerdaer Straße 26 (Karte)       | 1880er Jahre                                       | Zeugnis der Wiederaufbauphase des Straßenzuges nach 1871, städtebaulich von Bedeutung. Dreigeschossig, Geschosse optisch durch Gesimse getrennt, alle Fenster mit Sandsteingewänden, im 1. Stock mit Resten von Bekrönung, im Erdgeschoss alte Putzrustizierung erhalten, alte Haustür. | 09253521 |
| Direkt Bild zu diesem Denkmal hochladen | Wohnhaus in halboffener Bebauung | Bischofswerdaer Straße 28 (Karte)       | 1880er Jahre                                       | Wiederaufbauphase des Straßenzuges nach 1871, städtebaulich von Bedeutung. Dreigeschossig, Geschosse optisch durch Gesimse getrennt, alle Fenster mit Sandsteingewänden, im 1. Stock mit Resten von Bekrönung, alte Haustür, Nebengebäude wurde abgerissen und wieder aufgebaut. | 09253522 |
| Weitere Bilder                          | Sachgesamtheit Friedhof und Friedhofskapelle Neustadt mit mehreren Einzeldenkmalen (Einzeldenkmale ID-Nr. 09253619) sowie Friedhof als Sachgesamtheitsteil                    | Bischofswerdaer Straße 44 (Karte)       | 19. Jh.                                            | Sachgesamtheit Friedhof und Friedhofskapelle Neustadt, mit folgenden Einzeldenkmalen: Kapelle in neugotischen Formen, sechs Grabmale, eine Grabanlage, Denkmal für die Gefallenen des deutsch-französischen Krieges und Friedhofseinfriedung (Einzeldenkmale ID-Nr. 09253619) sowie Friedhof als Sachgesamtheitsteile – ortsgeschichtlich von Bedeutung. Einfriedung: Mauer und Torpfosten. | 09302079 |
| Weitere Bilder                          | Kapelle, Grabmale, Kriegerdenkmal und Friedhofseinfriedung (Einzeldenkmale zu ID-Nr. 09302079)                                                                                | Bischofswerdaer Straße 44 (Karte)       | geweiht 1901                                       | Einzeldenkmale der Sachgesamtheit Friedhof und Friedhofskapelle Neustadt: Kapelle in neugotischen Formen, sechs Grabmale, eine Grabanlage, Denkmal für die Gefallenen des deutsch-französischen Krieges und Friedhofseinfriedung – baugeschichtlich und ortsgeschichtlich von Bedeutung. | 09253619 |
| Direkt Bild zu diesem Denkmal hochladen | Sachgesamtheitsbestandteil der Sachgesamtheit Todesmarsch Schwarzheide–Theresienstadt 1945 mit Gedenktafel (Sachgesamtheit ID-Nr. 09299874)                                   | Bischofswerdaer Straße 44 (Karte)       | 1980er Jahre                                       | Sachgesamtheitsbestandteil der Sachgesamtheit Todesmarsch Schwarzheide–Theresienstadt 1945 mit Gedenktafel für ermordete KZ-Häftlinge an der Friedhofsmauer (Sachgesamtheit ID-Nr. 09299874) – ortsgeschichtlich von Bedeutung. Links neben dem Friedhofseingang ist nach ihrer Zerstörung in der Wendezeit erneut folgende Inschrift angebracht worden: „Am 20. April 1945 ermordete hier die SS-Wachmannschaft der Todeskolonne aus dem KZ Schwarzheide die Antifaschisten Rober Küffler, Alfred Weinstein, Egon Bellak, Milan Mährer, Dr. Franz König, Hans Lustig.“ Die Kolonne wurde bis zum Schloss nach Langburkersdorf weitergetrieben. | 09299864 |
|                                         | Wohnhaus in halboffener Bebauung | Böhmische Straße 1 (Karte)              | zwischen 1905 und 1910                             | erbaut im Reformstil der Zeit um 1910, mit Gaststätteneinbau, baugeschichtlich und städtebaulich von Bedeutung. Dreigeschossig, aufwendig dekoriert, noch starke Jugendstileinflüsse (Kurzseite zum Markt mit geschweiftem Giebel, Putti mit Früchtekorb), Horizontal- wie Vertikalgliederung: zwei Risalite mit Kassettenornament an der Langseite, Obergeschoss zum Teil mit Biberschwänzen verkleidet, Eckerker, originale Sprossenfenster, rustikale Behandlung der Sockelzone. | 09253473 |
|                                         | Wohnhaus in Ecklage | Böhmische Straße 2 (Karte)              | 1950er Jahre                                       | im Heimatstil der 1950er Jahre, mit Laden, kongeniale Ergänzung der Marktplatzsituation nach den Kriegszerstörungen, baugeschichtlich und städtebaulich von Bedeutung. Dreigeschossig, Seitenarkade mit sehr flachen Bögen, Eckgestaltung durch Balkon mit schmiedeeisernem Gitter und weibliche Statue („Blumenmädchen“) im 1. Stock, Architekt : Hermann Heckmann (Dresden). | 09253475 |
| Direkt Bild zu diesem Denkmal hochladen | Wohnhaus in halboffener Bebauung | Böhmische Straße 10 (Karte)             | 1. Hälfte 19. Jh.                                  | Bestandteil einer straßenbildprägenden Häuserzeile, Arkatur wahrscheinlich 1950er Jahre, baugeschichtlich und städtebaulich von Bedeutung. Zweigeschossig, massiv, mit durch Sandstein hervorgehobener Eingangssituation (drei Bögen, Pilaster, Gebälk in reliefierter Form). | 09253494 |
|                                         | Wohnhaus mit Gaststätte in offener Bebauung | Böhmische Straße 11 (Karte)             | 17. Jh.                                            | Relikt des Stadtbildes aus der Zeit vor den großen Stadtbränden, baugeschichtlich und ortsgeschichtlich von Bedeutung. Zweigeschossig, massiv, gedrungener Baukörper mit steilem Walmdach. | 09253493 |
| Direkt Bild zu diesem Denkmal hochladen | Wohnhaus in geschlossener Bebauung | Böhmische Straße 12 (Karte)             | 1. Hälfte 19. Jh.                                  | mit Ladeneinbau, Bestandteil einer straßenbildprägenden Häuserzeile, baugeschichtlich und städtebaulich von Bedeutung. Zweigeschossig, massiv, mit Walmdach (Fledermausgaupe), Gurtgesims trennt optisch die Geschosse, einfache Fensterbekrönung, doppelte Biberschwanzdeckung. | 09253495 |
| Direkt Bild zu diesem Denkmal hochladen | Wohnhaus in geschlossener Bebauung | Böhmische Straße 14 (Karte)             | 1. Hälfte 19. Jh.                                  | mit Ladeneinbau, Bestandteil einer straßenbildprägenden Häuserzeile, baugeschichtlich und städtebaulich von Bedeutung. Zweigeschossig, massiv, doppelte Biberschwanzdeckung. | 09253496 |
| Direkt Bild zu diesem Denkmal hochladen | Wohnhaus in halboffener Bebauung | Böhmische Straße 16 (Karte)             | 1. Hälfte 19. Jh.                                  | mit Ladeneinbau, Bestandteil einer straßenbildprägenden Häuserzeile, baugeschichtlich und städtebaulich von Bedeutung. Zweigeschossig, massiv, Fassadenseite pseudoklassizistisch dekoriert (eingestellte Pfeiler in den Fensteröffnungen, Rustizierung der Haustürsituation). | 09253497 |
| Direkt Bild zu diesem Denkmal hochladen | Wohnhaus in Ecklage | Böhmische Straße 18 (Karte)             | Kern 18. Jh.                                       | baugeschichtlich und straßenbildprägend von Bedeutung. Zweigeschossig, massiv, mit profiliertem Haustürgewände und spätbarockem Türblatt, doppelte Biberschwanzdeckung. | 09253527 |
| Direkt Bild zu diesem Denkmal hochladen | Wohnhaus in geschlossener Bebauung | Böhmische Straße 19 (Karte)             | 1. Hälfte 19. Jh.                                  | Bestandteil des Kerns der ehemaligen Vorstadtbebauung, städtebaulich von Bedeutung. Zweigeschossig, massiv, mit Ladeneinbau, drei Fledermausgaupen. | 09253649 |
| Direkt Bild zu diesem Denkmal hochladen | Wohnhaus in halboffener Bebauung | Böhmische Straße 21 (Karte)             | 1. Hälfte 19. Jh.                                  | mit Ladeneinbau, Obergeschoss Fachwerk, Bestandteil des Kerns der ehemaligen Vorstadtbebauung, baugeschichtlich und städtebaulich von Bedeutung. Zweigeschossig, Obergeschoss Fachwerk, verputzt, Fenster Obergeschoss weitgehend originale Größe. | 09253650 |
| Direkt Bild zu diesem Denkmal hochladen | Mietshaus in geschlossener Bebauung | Böhmische Straße 22 (Karte)             | bez. 1885                                          | wichtiges Verbindungsglied zur ehemaligen Vorstadtsituation hin, städtebaulich von Bedeutung. Dreigeschossig, mit Ladeneinbau, ornamentale renaissancistische Fensterbekrönungen und -konsolen, eingezogene Granittreppe. | 09253648 |
| Direkt Bild zu diesem Denkmal hochladen | Wohnhaus in halboffener Bebauung | Böhmische Straße 24 (Karte)             | 1. Hälfte 19. Jh.                                  | integrativer Bestandteil der Straßenbildsituation, die die städtische mit der vorstädtischen Struktur verbindet, städtebaulich von Bedeutung. Zweigeschossig, mit Krüppelmansarddach, Dachhäuschen aus den 1920er Jahren. | 09253597 |
| Direkt Bild zu diesem Denkmal hochladen | Wohnhaus in halboffener Bebauung | Böhmische Straße 26 (Karte)             | 1. Hälfte 19. Jh.                                  | Bestandteil des Kerns der ehemaligen Vorstadt, baugeschichtlich und städtebaulich von Bedeutung. Krüppelmansarddach, Fassade später mit Backsteinwand und Ladeneinbau umgeformt. | 09253596 |
| Direkt Bild zu diesem Denkmal hochladen | Wohnhaus in halboffener Bebauung | Böhmische Straße 28 (Karte)             | 18. Jh.                                            | Obergeschoss Fachwerk, Bestandteil des noch gut ablesbaren vorstädtischen Kerns, baugeschichtlich und städtebaulich von Bedeutung. Von Süden her in Giebelstaffelung mit Haus Nr. 30. | 09253595 |
| Direkt Bild zu diesem Denkmal hochladen | Wohnhaus in offener Bebauung | Böhmische Straße 30 (Karte)             | um 1800                                            | Bestandteil des noch gut ablesbaren vorstädtischen Kerns, baugeschichtlich von Bedeutung. Giebel verkleidet, von Süden her in Giebelstaffelung mit Haus Nr. 28. | 09253594 |
| Direkt Bild zu diesem Denkmal hochladen | Sandstein-Türstock | Böhmische Straße 33 (Karte)             | bez. 1834                                          | Relikt der ursprünglichen Bebauung, handwerklich von Bedeutung Türstock mit Korbbogen und Inschrift: „No. 19 – K – 1834“, heute integriert in Neubau. | 09253653 |
| Direkt Bild zu diesem Denkmal hochladen | Wohnhaus in geschlossener Bebauung | Böhmische Straße 35 (Karte)             | 1. Hälfte 19. Jh.                                  | Bestandteil der Häuserzeile am hinteren Ende der Böhmischen Straße, baugeschichtlich von Bedeutung. Zweigeschossig, gegenüber den angrenzenden Bauten hervorspringend, Fenster Obergeschoss gesprosst und in originaler Größe. | 09253652 |
| Direkt Bild zu diesem Denkmal hochladen | Wohnhaus in halboffener Bebauung | Böhmische Straße 40 (Karte)             | 1. Hälfte 19. Jh.                                  | Obergeschoss Fachwerk, verputzt, prägender Bestandteil der unteren Böhmischen Straße, baugeschichtlich von Bedeutung. Giebel verschiefert, Frackdach, Fenster Obergeschoss weitgehend originale Größe, zum Teil Winterfenster, Baukörper ursprünglich erhalten. | 09253655 |
|                                         | Wohnhaus mit Resten der Einfriedung | Dr.-Martin-Luther-Straße 3 (Karte)      | 2. Hälfte 18. Jh.                                  | baugeschichtlich und straßenbildprägend von Bedeutung. Massiv, zweigeschossig, Krüppelmansarddach mit dominantem Dachausbau, Eingang in der Mittelachse, Korbbogen-Türstock mit Schlussstein, historistisches Türblatt, Granit-Freitreppe. | 09253598 |
| Direkt Bild zu diesem Denkmal hochladen | Wohnhaus in offener Bebauung | Dr.-Martin-Luther-Straße 5 (Karte)      | 2. Hälfte 19. Jh.                                  | Obergeschoss Fachwerk, Relikt ländlicher Bauweise in relativer Nähe zum städtischen Kern, baugeschichtlich von Bedeutung. Fassade durchgehend ornamental verschiefert, Fenster gesprosst, Tür mittig, Satteldach. | 09253611 |
| Direkt Bild zu diesem Denkmal hochladen | Produktionsgebäude der ehemaligen Blumenfabrik in offener Bebauung, mit originaler Einfriedung                                                                                | Dr.-Martin-Luther-Straße 7 (Karte)      | um 1900/1910                                       | zusammen mit Dr.-Martin-Luther-Straße 9 sozial- und ortshistorisch von Bedeutung. Sandsteinsockel, Klinkerfassade, Mansarddach mit Dachhäuschen, Wechsel von hellem und rotem Klinker an den Fenstern, Ecken und Gesimsen, Sandstein-Fenstersohlbänke. | 09253606 |
| Direkt Bild zu diesem Denkmal hochladen | Produktionsgebäude einer ehem. Blumenfabrik mit Wohnteil im Süden und originaler Einfriedung                                                                                  | Dr.-Martin-Luther-Straße 9 (Karte)      | um 1900/1910                                       | zusammen mit Dr.-Martin-Luther-Straße 7 sozial- und ortshistorisch von Bedeutung. Sandsteinsockel, langgestreckte Klinkerfassade mit zwei Risaliten, Krüppelmansarddach, Fledermausgaupen, zwei Balkone, Freitreppe, Fenstergewände, Fenster und Bauzier aus Sandstein, Fenstersprossung und Bauzier mit Jugendstilelementen. | 09253607 |
| Weitere Bilder                          | Sachgesamtheitsbestandteil der Sachgesamtheit Eisenbahnstrecke Bad Schandau – Sebnitz – Neustadt i. Sa. mit mehreren Einzeldenkmalen sowie die Trasse als Sachgesamtheitsteil | Dr.-Otto-Nuschke-Straße 15 (Karte)      | um 1880                                            | Sachgesamtheitsbestandteil der Sachgesamtheit Eisenbahnstrecke Bad Schandau-Sebnitz-Neustadt i. Sa. mit folgenden Einzeldenkmalen: Empfangsgebäude mit Haus- und Inselbahnsteig (jeweils überdacht), Lokschuppen, Lademaß, Güterschuppen sowie Stellwerk 1 und 2 einschließlich vorhandener Stellwerksmechanik und Wasserkran (Einzeldenkmale ID-Nr. 09253599) sowie die Trasse als Sachgesamtheitsteil – eisenbahngeschichtlich von Bedeutung. Bahnhofsgebäude: Satteldach mit Dachüberstand, Mittelteil eingeschossig mit Mezzanin, Risalit, Uhr, seitlich zwei Kopfbauten, zweieinhalbgeschossig, Giebel zu allen vier Seiten, verkröpftes Gesims, im 1. Obergeschoss gerade Fensterbedachungen, aufwendig profilierte Fenster- und Türgewände, Hausbahnsteig: Holzdach auf profilierten Gusseisensäulen, Bahnsteig 2/3 ebenso, jedoch Wellblecheindeckung, Stellwerk 1 und 2: zweigeschossiger Klinkerbau (sächsische Länderbauform, System der Stellwerksmechanik Jüdel alt mit innen liegendem Spannwerk, 1916, 1934 zusätzlich mit Blockwerk ausgerüstet), Satteldach mit Dachüberstand, profilierte Sparrenköpfe, Personal-Nebengebäude: eingeschossiger Putzbau, flaches Satteldach, Mittelrisalit, Abbruch nach 2001, Güterschuppen: eingeschossig mit Drempel, flaches Satteldach mit weitem Dachüberstand, Reste von Putzgliederung. | 09302090 |
| Weitere Bilder                          | Bahnhof Neustadt (Sachs) (Einzeldenkmale zu ID-Nr. 09302090) | Dr.-Otto-Nuschke-Straße 15 (Karte)      | 1876                                               | Einzeldenkmale der Sachgesamtheit Eisenbahnstrecke Bad Schandau-Sebnitz-Neustadt i. Sa.: Empfangsgebäude mit Haus- und Inselbahnsteig (jeweils überdacht), Lokschuppen, Lademaß, Güterschuppen sowie Stellwerk 1 und 2 einschließlich vorhandener Stellwerksmechanik und Wasserkran – baugeschichtlich, eisenbahngeschichtlich und technikgeschichtlich von Bedeutung. Bahnhofsgebäude: Satteldach mit Dachüberstand, Mittelteil eingeschossig mit Mezzanin, Risalit, Uhr, seitlich zwei Kopfbauten, zweieinhalbgeschossig, Giebel zu allen vier Seiten, verkröpftes Gesims, im 1. Obergeschoss gerade Fensterbedachungen, aufwendig profilierte Fenster- und Türgewände, Hausbahnsteig: Holzdach auf profilierten Gusseisensäulen, Bahnsteig 2/3 ebenso, jedoch Wellblecheindeckung, Stellwerk 1 und 2: zweigeschossiger Klinkerbau (sächsische Länderbauform, System der Stellwerksmechanik Jüdel alt mit innen liegendem Spannwerk, 1916, 1934 zusätzlich mit Blockwerk ausgerüstet), Satteldach mit Dachüberstand, profilierte Sparrenköpfe, Personal-Nebengebäude: eingeschossiger Putzbau, flaches Satteldach, Mittelrisalit, Abbruch nach 2001, Güterschuppen: eingeschossig mit Drempel, flaches Satteldach mit weitem Dachüberstand, Reste von Putzgliederung.                                                                          | 09253599 |
| Direkt Bild zu diesem Denkmal hochladen | Schule | Dr.-Wilhelm-Külz-Straße 1b (Karte)      | Kern 1874                                          | ortsgeschichtlich, baugeschichtlich und straßenbildprägend von Bedeutung. Älterer Teil dreigeschossig mit späterem Dachausbau, flacher Risalit mit Giebel, Mansarddach, neuerer Teil viergeschossig, Satteldach, Putzfassade, Eckrustizierung, Fenstergewände und Sockel Sandstein, Erdgeschoss Rundbogenfenster, Obergeschoss gerade Fensterabschlüsse, Tür (1906) und Fenster mit Sprossung durchgehend erhalten, in Jugendstilformen, neuer Teil: schlichte Putzfassade, Traufgesims, Dachüberstand. | 09253616 |
|                                         | Wohnhaus in halboffener Bebauung | Dr.-Wilhelm-Külz-Straße 7 (Karte)       | Kern 18. Jh.                                       | baugeschichtlich und städtebaulich von Bedeutung. Zweigeschossig, massiv, Giebelseite Obergeschoss noch Fachwerk, mit Kunstschiefer verkleidet, Haustür mit Sandsteingewände. | 09253499 |
|                                         | Mietshaus in halboffener Bebauung | Dr.-Wilhelm-Külz-Straße 8 (Karte)       | 1905/1910                                          | baugeschichtlich und städtebaulich von Bedeutung. Mit zentralem Giebel, hoher Sockel (Polygonmauerwerk), sonst Putzfassade mit sparsamen, zum Teil kobaltblauen Schmuckformen, seitlicher Eingang, originale Tür, Gliederung in 3 × 2 Achsen ab dem 1. Obergeschoss, größtenteils originale Fenster, Jugendstileinflüsse. | 09253559 |
|                                         | Mietshaus in geschlossener Bebauung | Dr.-Wilhelm-Külz-Straße 10 (Karte)      | um 1905                                            | baugeschichtlich und städtebaulich von Bedeutung. Mit zentralem Giebel, Erdgeschoss Sandstein, Rustika, Obergeschoss Wechsel von Backstein und Sandsteinfenstergewänden, Giebel geschweift, mit Zwillingsfenster, originale Haustür. | 09253558 |
|                                         | Wohnhaus in geschlossener Bebauung | Dr.-Wilhelm-Külz-Straße 12 (Karte)      | um 1880/1890                                       | Bestandteil der gründerzeitlichen Bebauung der Dr.-Wilhelm-Külz-Straße, baugeschichtlich und städtebaulich von Bedeutung. Dachhäuschen, seitlicher, flacher Risalit, Putzfassade, Erdgeschoss Rustika, Obergeschoss sparsame Akzentuierung durch vier Fensterbekrönungen, originale Tür, „manieristische“ Schlusssteine Erdgeschoss. | 09253556 |
|                                         | Wohnhaus in geschlossener Bebauung | Dr.-Wilhelm-Külz-Straße 14 (Karte)      | um 1880/1890                                       | elementarer Bestandteil der gründerzeitlichen Bebauung der Dr.-Wilhelm-Külz-Straße, städtebaulich von Bedeutung. Zweigeschossig, fünf Achsen, flacher Mittelrisalit mit Dreiecksgiebel, Putzfassade mit aufwendiger Fenster- und Türbekrönung aus Sandstein, Eckrustizierung, Hervorhebung der Mittelachse durch Hermenpilaster (Fensterstock) und segmentbogige Bekrönung mit Muschel, in den Baukörper einschneidende Treppe mit originaler Tür. | 09253555 |
| Direkt Bild zu diesem Denkmal hochladen | Mietshaus in halboffener Bebauung | Dr.-Wilhelm-Külz-Straße 15 (Karte)      | bez. 1907                                          | baugeschichtlich und städtebaulich von Bedeutung. Dreigeschossig, Erdgeschoss Putzrustizierung mit Jugendstilelementen, korbbogige originale Haustür mit Sandsteingewände, Obergeschoss Wechsel von grünem und gelbem Klinker, ornamentiert, Vorhangbogenfenster (Sandstein), Hervorhebung des Erdgeschosses durch die Vielfalt der verwendeten Formen. | 09253557 |
|                                         | Wohnhaus in geschlossener Bebauung und Ecklage | Dr.-Wilhelm-Külz-Straße 16 (Karte)      | um 1910                                            | mit Laden, wesentlicher Bestandteil der geschlossenen Blockrandbebauung im Bereich Karl-Marx-/Dr.-Wilhelm-Külz-Straße, baugeschichtlich von Bedeutung. Dreigeschossig, Satteldach, Erker (eingeschossig) am Eck, dominanter Giebel zur Karl-Marx-Straße, rustizierter Sockel, Putzfassade, vertikale Gliederung durch Pilaster. | 09253567 |
|                                         | Wohnhaus in geschlossener Bebauung | Dr.-Wilhelm-Külz-Straße 18 (Karte)      | um 1900                                            | mit Laden, wesentlicher Bestandteil der geschlossenen Blockrandbebauung im Bereich der Dr.-Wilhelm-Külz-Straße, baugeschichtlich von Bedeutung. Zweigeschossig, Polygonmauerwerk (Sockel), Erdgeschoss Rustika, mit Toreinfahrt, Obergeschoss Putzfassade mit Sandsteinfenstergewänden und -gesimsen, Bauzier: Diamantierung, verkröpfte Gesimse. | 09253568 |
|                                         | Wohnhaus in geschlossener Bebauung | Dr.-Wilhelm-Külz-Straße 19 (Karte)      | um 1900                                            | Bestandteil des geschlossenen Straßenbildes der Dr.-Wilhelm-Külz-Straße, städtebaulich von Bedeutung. Zweigeschossig, Sandsteinsockel, Backsteinfassade, seitlicher flacher Risalit über der Haustür, Balkon, Dachausbau, Gesimse, Fenstergewände und Bauschmuck aus Sandstein, barockisierende Zierformen, akzentuiert durch gelbe Klinkerformsteine. | 09253570 |
|                                         | Wohnhaus in geschlossener Bebauung | Dr.-Wilhelm-Külz-Straße 20 (Karte)      | um 1890                                            | Bestandteil des geschlossenen Straßenbildes der Dr.-Wilhelm-Külz-Straße, städtebaulich von Bedeutung. Zweigeschossig, mit Dachausbau, Putzfassade, flacher Mittelrisalit mit Eckrustizierung, seitlich Toreinfahrt mit erhaltener Tür, eklektizistischer Bauschmuck. | 09253569 |
|                                         | Wohnhaus in Ecklage | Dr.-Wilhelm-Külz-Straße 22 (Karte)      | um 1900                                            | Putzbau mit aufwendiger Fassadengestaltung, baugeschichtlich von Bedeutung. Zweigeschossiger massiver Putzbau, die Ecken akzentuiert durch zwei Welsche Giebel, Erdgeschoss optisch unterteilt durch Gesimse, verbunden durch ornamentierte Bögen mit Schlussstein (darin florales Ornament), im Obergeschoss gekuppelte Fenster mit Bekrönung, Traufe mit „hängenden“ Knaggen (Kragsteinen), im Sinne romanischer Kapitelle ornamentiert, flaches Walmdach, neue Biberschwanzdeckung. | 09279076 |
|                                         | Ehem. Amtsgericht mit anschließendem Gefängnis | Dr.-Wilhelm-Külz-Straße 22a (Karte)     | 1896                                               | Ehemaliges Amtsgericht (Karl-Liebknecht-Straße 7) mit rückseitig anschließendem Gefängnis (Dr.-Wilhelm-Külz-Straße 22a) und Einfriedung – baugeschichtlich und ortsgeschichtlich von Bedeutung. Elfachsiger, dreigeschossiger Backsteinbau mit reichem Renaissancedekor, die Seitenrisalite betonen die Achsensymmetrie, Ausnahme: Eingang W mit Freitreppe, Portal und Triumphbogenmotiv, im Giebeldreieck sächsisches Wappen als Relief, ehemaliger Gefängnisbau im gleichen Stil, jedoch einfacher gehalten. | 09253589 |
|                                         | Mietshaus in offener Bebauung | Dr.-Wilhelm-Külz-Straße 25 (Karte)      | um 1900                                            | baugeschichtlich und straßenbildprägend von Bedeutung. Zweigeschossig, Doppelgiebel zur Kreuzung hin, Hausteinsockel, Erdgeschoss Backstein, Obergeschoss Wechsel von Backstein- und Putzflächen, Belebung der Wand durch Formsteine, Farbwechsel, im Giebel durch Okuli und Bekrönung. | 09253573 |
|                                         | Stadt-Apotheke | Dresdner Straße 1 (Karte)               | bez. 1954                                          | Wohnhaus mit Apotheke in geschlossener Bebauung – Bestandteil des gelungenen Wiederaufbaus innerhalb der Marktsituation, historischer Apothekenstandort, baugeschichtlich und städtebaulich von Bedeutung. Zweigeschossig, breitgelagert, mit Aufnahme volkstümlicher Elemente (Dachhäuschen), aufwändig gestalteter Sandstein-Eingang, wie die anderen Zeugnisse des Wiederaufbaus mit flachen Bögen in den Erdgeschoss-Öffnungen, Architekt: Hermann Heckmann (Dresden). | 09253483 |
|                                         | Wohnhaus in halboffener Bebauung | Dresdner Straße 3 (Karte)               | 1950er Jahre                                       | mit Laden, Zeugnis des Wiederaufbaus, bildet Einheit mit dem Apothekengebäude, baugeschichtlich und städtebaulich von Bedeutung. Zweigeschossig, mit Walmdach, in der Fassadenachse Relief Frau mit Kind („Pfengk-Pauline“), doppelte Biberschwanzdeckung. | 09253490 |
| Weitere Bilder                          | Doppelwohnhaus in geschlossener Bebauung | Dresdner Straße 5; 7 (Karte)            | Schlussstein bez. 1947                             | mit Läden, Eckerker, Zeugnis des Wiederaufbaus mit den charakteristischen flachen Bögen im Erdgeschoss, baugeschichtlich und städtebaulich von Bedeutung. Zweigeschossig, mit Walmdach, volkstümliche Elemente aufnehmend (Holzerker, Dachhäuschen), Sprossenfenster. | 09253491 |
|                                         | Diakonat in offener Bebauung | Dresdner Straße 8 (Karte)               | 1855                                               | ortsgeschichtlich und straßenbildprägend von Bedeutung. Zweigeschossiges Wohnhaus mit flachem Walmdach, Gurtgesims, Fensterbekrönungen, dominante Mittelachse mit bekröntem Portal und darüber Dreierfenster. | 09253492 |
|                                         | Wohnhaus in halboffener Bebauung | Dresdner Straße 10 (Karte)              | um 1800                                            | baugeschichtlich und straßenbildprägend von Bedeutung. Zweigeschossig, steiles Frackdach, ehemals im Obergeschoss Fachwerk, Fenster im Obergeschoss weitgehend in originaler Größe, einst Wohnhaus des Dichters Wilhelm Kaulisch (1827–1881). | 09253637 |
|                                         | Wohnhaus in offener Bebauung | Dresdner Straße 11 (Karte)              | um 1850                                            | baugeschichtlich und straßenbildprägend von Bedeutung. Massiv, zweigeschossig, gedrungener Baukörper mit kurzem Krüppelwalm. | 09253633 |
| Direkt Bild zu diesem Denkmal hochladen | Wohnhaus in halboffener Bebauung | Dresdner Straße 14 (Karte)              | Türstock bez. 1836                                 | Obergeschoss Fachwerk, z. T verputzt, baugeschichtlich und straßenbildprägend von Bedeutung. Fachwerk zum Teil verputzt oder ausgemauert, Dachausbau, Ladeneinbau im Erdgeschoss, Sandstein-Türgewände (Korbbogen) mit Inschrift, Fenster Obergeschoss weitgehend originale Größe. | 09253639 |
|                                         | Wohnhaus in halboffener Bebauung | Dresdner Straße 15 (Karte)              | 1. Hälfte 19. Jh.                                  | mit späterem Ladeneinbau, baugeschichtlich und städtebaulich von Bedeutung. Zweigeschossig, mit steilem Satteldach (ohne Anbau), links altes Türblatt. | 09253634 |
|                                         | Wohnhaus in fast geschlossener Bebauung | Dresdner Straße 17 (Karte)              | um 1905                                            | mit Laden, baugeschichtlich und straßenbildprägend von Bedeutung. Dreigeschossig, mit drei flachen Bögen Ladeneinbau und Durchfahrt, drei Geschosse mit Pilastergliederung, zentraler Giebel, Frucht- und Rankenornament. | 09253640 |
|                                         | Wohnhaus in geschlossener Bebauung | Dresdner Straße 22 (Karte)              | 1. Hälfte 19. Jh.                                  | baugeschichtlich von Bedeutung, zweigeschossig, mit Korbbogen-Sandsteintürgewände. | 09253642 |
|                                         | Wohnhaus in geschlossener Bebauung | Dresdner Straße 24 (Karte)              | 1. Hälfte 19. Jh.                                  | baugeschichtlich von Bedeutung. Zweigeschossig, geschosstrennendes Gurtgesims, profilierte Sandstein-Fenstergewände, Fenstersprossung im originalen Sinne. | 09253643 |
|                                         | Sandstein-Bogen eines Türstocks | Dresdner Straße 25 (Karte)              | bez. 1805                                          | künstlerisch-handwerklich von Bedeutung. Korbbogen profiliert, mit Inschrift „KBJ“ 1805. | 09253644 |
|                                         | Mietvilla | Dresdner Straße 30 (Karte)              | nach 1904                                          | Klinkerbau mit Holzveranda, baugeschichtlich von Bedeutung. Zweigeschossig, mit türmchenbekröntem Mittelrisalit, zwei Eckgeschosse Wintergärten, aufwändig holzornamentiert in Jugendstilformen, heller Klinker, ornamental mit rotem Klinker abgesetzt, Fenster mit Vorhangbögen. | 09253669 |
| Direkt Bild zu diesem Denkmal hochladen | Portal und Türblatt eines Wohnhauses | Dresdner Straße 36 (Karte)              | bez. 1844                                          | klassizistischer Sandstein-Türstock, künstlerisch-handwerklich von Bedeutung. Angedeutetes Triumphbogenmotiv, bezeichnet „No. 66b – I CAM – 1844“. | 09253622 |
| Direkt Bild zu diesem Denkmal hochladen | Fabrikantenvilla mit anschließendem Produktionsgebäude | Dresdner Straße 38 (Karte)              | 1902                                               | baugeschichtlich von Bedeutung. Villa zweigeschossig mit dreigeschossigem Mittelrisalit, gelber Klinker, mit ornamentierten Sandstein-Fenstergewänden, hölzerne Zierelemente im Giebel, originelle Fenstersprossung (z. T. Thermenfenster), Zement-Eckrustizierungen, originale Haustür. | 09253623 |
| Direkt Bild zu diesem Denkmal hochladen | Verwaltungsgebäude des ehemaligen Gaswerks | Dresdner Straße 48 (Karte)              | 1902                                               | baugeschichtlich von Bedeutung. Zweigeschossig mit zwei gegiebelten Seitenrisaliten, roter Klinker mit Sandsteinverzierungen (Fenstergewände, Gurtgesims, Eckrustizierungen), zeitgenössische Segmentbogenfenster, Dachüberstand mit hölzernen Zierelementen. | 09253624 |
| Direkt Bild zu diesem Denkmal hochladen | Villa und Einfriedung | Friedrich-Mildner-Straße 4 (Karte)      | um 1910                                            | Reformstilbau mit Heimatstilelementen und neobarocken Formen, baukünstlerisch von Bedeutung. Zweigeschossig, Mansarddach, halbrunder Treppenturm, straßenseitig halbrunder, zweigeschossiger Altan mit barockisierender Zier, Sockel Sandstein, Polygonmauerwerk, Putzfassade, Fenster zum Teil gesprosst, im Giebel Tafel (R. M.) über Thermenfenster, originale Haustür. | 09253609 |
| Direkt Bild zu diesem Denkmal hochladen | Wohnhaus in offener Bebauung | Friedrich-Mildner-Straße 8 (Karte)      | um 1925                                            | Putzbau mit Art-déco-Elementen, baugeschichtlich von Bedeutung. Dreigeschossig, 2. Obergeschoss springt zurück, Walmdach, Dachhäuschen, Straßenfront mit dreieckigen, kristallin hervorspringenden Erkern, schmalseitig jeweils zwei Erker im Erdgeschoss, expressionistischer Bauschmuck, Haustür original (gotisierend), darüber schmales, hohes Treppenhausfenster, Doppelkastenfenster durchgehend mit Sprossung im ursprünglichen Sinne, auf den vorkragenden Hausecken vier Blumenmädchen (plastisch). | 09253608 |
| Direkt Bild zu diesem Denkmal hochladen | Wohnhaus in Ecklage | Frongasse 1 (Karte)                     | Platte im Türstock bez. 1709                       | baugeschichtlich und straßenbildprägend von Bedeutung. Alter Baukörper mit Walmdach und Oberlaube, Öffnungen zum Teil mit Sandsteingewände, Tafel im Türstock. | 09253508 |
| Direkt Bild zu diesem Denkmal hochladen | Wohnhaus in offener Bebauung | Frongasse 3 (Karte)                     | um 1800                                            | sozialgeschichtlich und straßenbildprägend von Bedeutung. Ursprünglich evtl. Obergeschoss Fachwerk, Fenster und Haustür Sandsteingewände (Tür mit Korbbogen). | 09253509 |
| Direkt Bild zu diesem Denkmal hochladen | Wohnhaus mit Nebengebäude in halboffener Bebauung | Frongasse 4 (Karte)                     | 18. Jh.                                            | baugeschichtlich und straßenbildprägend von Bedeutung, zweigeschossig, massiv, steiles Walmdach. | 09253510 |
| Weitere Bilder                          | Arthur-Richter-Park | Goethestraße (Karte)                    | 1892                                               | Parkanlage mit Gehölzbestand, Wegesystem, Teich, drei Brücken und VVN-Denkmal für Widerstandskämpfer – Kern des Parks nach Plänen des bedeutenden Gartenkünstlers Max Bertram (1892), ortsgeschichtlich, gartenkünstlerisch und wissenschaftlich von Bedeutung. | 09253628 |
|                                         | Villa | Goethestraße 4 (Karte)                  | 1910/1920                                          | baugeschichtlich von Bedeutung. Mansarddach mit segmentbogigen Ausbauten, Balkon und Giebelverzierung mit heraldischen und floralen Motiven, Treppenbau mit Putzrustizierung und Sinnspruch-Tafel. | 09253630 |
| Direkt Bild zu diesem Denkmal hochladen | Dammhäusel | Goethestraße 8 (Karte)                  | Mitte 19. Jh.                                      | Wohnhaus – verbretterter Fachwerkbau, eines der wenigen erhaltenen Beispiele ursprünglichen Bauens, sozialgeschichtlich von Bedeutung. Mit Krüppelwalmdach und Hechtgaupe, Fachwerk verbrettert, Bestandteil eines nicht mehr existierenden Mühlenanwesens, Haustür rundbogig, später eingefügt, Fenster in originaler Sprossung. | 09253629 |
| Weitere Bilder                          | Eisengerüst-Aussichtsturm und Götzinger-Denkmal | Götzinger Höhe (Karte)                  | 1883                                               | Eisengerüst-Aussichtsturm (25 m hoch) mit zwei Plattformen und spiralförmiger Treppe, daneben Götzinger-Denkmal (Stein) – ortsgeschichtlich und technikgeschichtlich von Bedeutung. Wilhelm Leberecht Götzinger (1758–1818) gilt als Erschließer der Sächsischen Schweiz für den Tourismus. Turm 1992 umfassend rekonstruiert. – Früher wurde der Berg (424 m über NN) als Achtlindenberg bezeichnet, 1880 erhielt er den Namen Götzingerhöhe. – Die acht Linden pflanzten die Neustädter Bürger 1763 zum mahnenden Gedenken an den Siebenjährigen Krieg. | 09253647 |
| Direkt Bild zu diesem Denkmal hochladen | Villa | Götzingerstraße 20 (Karte)              | 1927 lt. Auskunft                                  | baugeschichtlich von Bedeutung. Zweigeschossig, Erdgeschoss Rundbogenfenster, Fenster im originalen Sinne gesprosst, Obergeschoss mit Fensterläden, viele expressionistische Elemente (Schlusssteine, Treppengeländer etc.), kannelierte Sandstein-Lisenen, zum Teil Putzgliederung, mit dominantem Dachhaus. | 09253627 |
| Direkt Bild zu diesem Denkmal hochladen | Wohnhaus (ohne Anbauten) in halboffener Bebauung | Grabengäßchen 1 (Karte)                 | 1. Hälfte 19. Jh.                                  | Bestandteil des Kerns der ehemaligen Vorstadtbebauung, baugeschichtlich von Bedeutung. Obergeschoss wohl ehemals Fachwerk, Giebelverschieferung, ursprüngliches Aussehen noch gut nachvollziehbar. | 09253651 |
| Direkt Bild zu diesem Denkmal hochladen | Mietshaus in offener Bebauung | Hospitalstraße 6 (Karte)                | 1920er Jahre                                       | städtebaulich von Bedeutung. Zweigeschossig, mit Mansarddach und spitz abgeschlossenem Dachhäuschen, zum Teil noch mit originaler Fenstersprossung. | 09253666 |
| Direkt Bild zu diesem Denkmal hochladen | Wohnhaus mit Einfriedung | Hospitalstraße 11 (Karte)               | um 1900                                            | baugeschichtlich von Bedeutung. Zweigeschossig, mit Krüppelwalmdach, gegiebelter Mittelrisalit mit Zierfachwerk (Sonnenmotiv), Fenstergewände Sandstein, zum Teil originelle, jugendstilbeeinflusste Fenstersprossung, zentrales „Thermen“-Fenster, heller Klinker mit Zement-Eckrustizierungen. | 09253667 |
| Direkt Bild zu diesem Denkmal hochladen | Stadthalle mit Anbau | Joh.-Seb.-Bach-Straße 15 (Karte)        | 1950er Jahre                                       | im neoklassizistischen Stil der nationalen Bautradition der frühen DDR, baugeschichtlich und ortsgeschichtlich von Bedeutung. Mit Terrasse und flacher Freitreppe, fünf hohe Eingangstüren, eineinhalbgeschossig, Kolossalordnung durch Sandwerkstein-Lisenen, großes Walmdach, Rückseite entsprechend, aber durch Arkatur und Putzgliederung Anklänge an Revolutionsarchitektur, innen mit Emporen und dominantem Leuchter, Bau von architektonischem Anspruch, Architekt: Gerhard Guder (Dresden). | 09253626 |
| Direkt Bild zu diesem Denkmal hochladen | Portal und Türblatt eines Wohnhauses | Johannisgasse 2 (Karte)                 | bez. 1810                                          | Granittürstock mit schönem Türblatt, künstlerisch-handwerklich von Bedeutung. Korbbogen, Inschrift: „No 252 – FAG – 1810“, Türblatt Anf. 20. Jh. | 09253670 |
| Direkt Bild zu diesem Denkmal hochladen | Wohnhaus mit Schuppenanbau in offener Bebauung | Johann-Sebastian-Bach-Straße 2 (Karte)  | 1. Hälfte 19. Jh.                                  | Obergeschoss Fachwerk verkleidet, baugeschichtlich und straßenbildprägend von Bedeutung. Zweigeschossig, mit steilem, dominanten Krüppelmansarddach (mit Ausbau), kunstvolle Verbretterung des Fachwerks im Obergeschoss. | 09253645 |
| Direkt Bild zu diesem Denkmal hochladen | Wohnhaus in offener Bebauung | Johann-Sebastian-Bach-Straße 11 (Karte) | Türstock bez. 1841                                 | schlichter Putzbau mit Segmentbogenportal, weitgehend im originalen Sinne erhalten, städtebaulich von Bedeutung. Massiv, mit Satteldach, Traufgesims, Drempel, profiliertes Korbbogen-Türgewände mit Schlussstein, eingezogene Treppe, Winterfenster, Schlussstein des Haustürgewändes „1799“, weitere Zahl „1841“. | 09253646 |
| Direkt Bild zu diesem Denkmal hochladen | Fabrikantenvilla mit ehemaligem Produktionsgebäude der Kunstblumenfabrik Brückner sowie Einfriedung                                                                           | Karl-Liebknecht-Straße 1 (Karte)        | 1900/1905                                          | baugeschichtlich und ortsgeschichtlich von Bedeutung. Dreigeschossig, heller Klinker mit profilierten Sandsteingewänden der Fenster, Obergeschoss Vorhangbögen, Ecktürmchen mit Welscher Haube, zwei Dachgiebel mit Zierfachwerk, Fenster zum Teil in originaler Sprossung. | 09253586 |
| Direkt Bild zu diesem Denkmal hochladen | Wohnhaus in halboffener Bebauung, mit Einfriedung | Karl-Liebknecht-Straße 3 (Karte)        | 1900/1905                                          | zeittypischer Klinkerbau mit Holzveranda und Freigespärre im Giebel, baugeschichtlich von Bedeutung. Heller Klinker, Fenstergewände profilierter Sandstein, Eingangssituation mit Wintergarten aus Zierholz, im Stil der Nr. 1 folgend, originale Haustür. | 09253587 |
|                                         | Ehem. Amtsgericht | Karl-Liebknecht-Straße 7 (Karte)        | 1896                                               | Ehemaliges Amtsgericht (Karl-Liebknecht-Straße 7) mit rückseitig anschließendem Gefängnis (Dr.-Wilhelm-Külz-Straße 22a) und Einfriedung – baugeschichtlich und ortsgeschichtlich von Bedeutung. Elfachsiger, dreigeschossiger Backsteinbau mit reichem Renaissancedekor, die Seitenrisalite betonen die Achsensymmetrie, Ausnahme: Eingang W mit Freitreppe, Portal und Triumphbogenmotiv, im Giebeldreieck sächsisches Wappen als Relief, ehemaliger Gefängnisbau im gleichen Stil, jedoch einfacher gehalten. | 09253589 |
| Direkt Bild zu diesem Denkmal hochladen | Villa mit Einfriedung | Karl-Liebknecht-Straße 11 (Karte)       | bez. 1912                                          | baugeschichtlich von Bedeutung. Auf verwinkeltem Grundriss, Zeltdach, Dachausbau mit neobarockem Relief im Segmentgiebel, Sandsteingewände, reich gesprosste Fenster mit Läden, originale Haustür, bezeichnet K 1912 D. | 09253603 |
| Direkt Bild zu diesem Denkmal hochladen | Villa mit Einfriedung und Garten | Karl-Liebknecht-Straße 13 (Karte)       | um 1920                                            | baugeschichtlich von Bedeutung. Zweigeschossig, Zeltdach, straßenseitig halbrunde Auslucht mit Halbsäulen und Puttenfries, Sandsteinsockel, Putzgliederung, Freitreppe, Dachausbau, Ochsenaugen. | 09253602 |
|                                         | Wohnhaus in Ecklage und in geschlossener Bebauung | Karl-Marx-Straße 2 (Karte)              | um 1905/1910                                       | mit Ladeneinbauten, baugeschichtlich und straßenbildprägend von Bedeutung. Viergeschossig, Erdgeschoss Rustika-Mauerwerk, zweigeschossiger Erker am Eck, zwei Eingänge, drei Balkone, barockisierende Bauzier mit Jugendstilelementen, vor allem zur Ecke hin gesteigert, ebenso wie die Fenstersprossung, schönes Tor, im Dachbereich und im 4. Obergeschoss Veränderungen nach Kriegszerstörung, am Erker Inschrift: „Entwurf und Oberleitung: Architekt B. Nickol, Dresden“. | 09253534 |
|                                         | Wohnhaus in geschlossener Bebauung | Karl-Marx-Straße 4 (Karte)              | um 1920                                            | mit Laden, Bestandteil der geschlossenen Bebauung der Karl-Marx-Straße, baugeschichtlich und städtebaulich von Bedeutung. Dreigeschossig, Erdgeschoss Sandsteinsockel, seitliche Tür, zentraler Ladeneinbau, Obergeschoss vierachsig, seitliche, flache Erker über Konsolen, bemerkenswerte Tür und Fenster mit zeittypischer Sprossung. | 09253544 |
|                                         | Mietshaus in halboffener Bebauung | Karl-Marx-Straße 5 (Karte)              | um 1870/1890                                       | Bestandteil der gründerzeitlichen Blockrandbebauung, städtebaulich von Bedeutung. Dreigeschossig, Erdgeschoss verputzt, 1. Obergeschoss Klinker im Wechsel mit Sandstein und Putzgliederung, Doppelfenster über der Haustür: eigenwillige Volutenbekrönung, aufwändige Haustür der 20er Jahre. | 09253550 |
|                                         | Mietshaus in geschlossener Bebauung | Karl-Marx-Straße 6 (Karte)              | um 1870/1890                                       | Bestandteil der gründerzeitlichen Blockrandbebauung, baugeschichtlich und städtebaulich von Bedeutung. Dreigeschossig, Erdgeschoss durchgehendes Rustika-Mauerwerk, 1. Obergeschoss renaissancistischer Fensterschmuck aus Sandstein, Eckrustizierung, originale Haustür, Winterfenster, Wechsel von Backsteinflächen und Sandstein. | 09253545 |
|                                         | Mietshaus in geschlossener Bebauung | Karl-Marx-Straße 7 (Karte)              | Ende 19. Jh.                                       | Bestandteil der gründerzeitlichen Blockrandbebauung, baugeschichtlich und städtebaulich von Bedeutung. Dreigeschossig, zweifarbige Backsteinfassade mit Sandstein-Gewänden (Vorhangbögen), Erdgeschoss durch Rauputz und Putzgliederung rustiziert, Balkon über der erhaltenswerten Haustür. | 09253551 |
|                                         | Mietshaus in geschlossener Bebauung | Karl-Marx-Straße 8 (Karte)              | um 1870/1890                                       | Bestandteil der gründerzeitlichen Blockrandbebauung, baugeschichtlich und städtebaulich von Bedeutung. Dreigeschossiger Baukörper aus Klinker, Gesims, Sockel, Tür- und Fenstergewände Sandstein, siebenachsig, Betonung der Mittelachse durch Dreiecksgiebel im 1. Obergeschoss, Tür aus den 1920er Jahren. | 09253546 |
|                                         | Mietshaus in geschlossener Bebauung | Karl-Marx-Straße 9 (Karte)              | um 1870/1890                                       | Bestandteil der gründerzeitlichen Blockrandbebauung, baugeschichtlich und städtebaulich von Bedeutung. Dreigeschossig, Erdgeschoss Sandstein, rustiziert, Obergeschoss zweifarbige Backsteinfassade mit profilierten Sandstein-Fenstergewänden, Mittelachse durch Schmuck und originale Haustür hervorgehoben, Neorenaissance-Formen. | 09253552 |
|                                         | Mietshaus in geschlossener Bebauung | Karl-Marx-Straße 12 (Karte)             | um 1870/1890                                       | mit Dachausbau, Bestandteil der gründerzeitlichen Blockrandbebauung, baugeschichtlich und städtebaulich von Bedeutung. Zwei -bis dreigeschossig, dreiachsige Mitte mit runder Tordurchfahrt, zwei je zweiachsige Seitenteile, Sockel, Gewände und renaissancistische Zierformen aus Sandstein, Putzfassade, Haustür aus der Erbauungszeit. | 09253547 |
|                                         | Mietshaus in geschlossener Bebauung | Karl-Marx-Straße 13 (Karte)             | um 1900                                            | jüngerer Bestandteil der ab der frühen Gründerzeit entstandenen Häuserzeile, baugeschichtlich und städtebaulich von Bedeutung. Dreigeschossig, Putzfassade, Erdgeschoss rustiziert, Fenster mit Segmentbogenabschluss, Obergeschoss gerade Fensterbekrönungen, Hervorhebung der Beletage, originale Tür mit in den Baukörper führender Treppe, im Obergeschoss zwei zeitgenössische Jalousieschutzbleche. | 09253553 |
|                                         | Mietshaus in geschlossener Bebauung | Karl-Marx-Straße 14 (Karte)             | um 1870/1890                                       | Bestandteil der gründerzeitlichen Blockrandbebauung, baugeschichtlich und städtebaulich von Bedeutung. Dreigeschossig, Fenster dreiteilig gesprosst, Backsteinfassade, renaissancistische Sandstein-Fenstergewände, Eckrustizierung, rundbogiger Eingang in der Mittelachse, mit aufwändigem Türblatt (mit schmiedeeisernem Ornament). | 09253548 |
|                                         | Mietshaus in Ecklage und in geschlossener Bebauung | Karl-Marx-Straße 15 (Karte)             | um 1900                                            | elementarer Bestandteil der gründerzeitlichen Bebauung der Ecke Karl-Marx-/Dr.-Wilhelm-Külz-Straße, baugeschichtlich und städtebaulich von Bedeutung. Dreigeschossig, rustizierter Sandsteinsockel, Erdgeschoss mit aufgeputzter Rustika, Steigerung der Bauzier und optisch der Geschosshöhen zur Ecke hin: dreiachsiger, viergeschossiger Eckbau mit Bekrönung, zwei Balkone. | 09253554 |
|                                         | Mietshaus in geschlossener Bebauung | Karl-Marx-Straße 16 (Karte)             | um 1910                                            | baugeschichtlich und städtebaulich von Bedeutung. Dreigeschossig, durch drei Lisenen Eindruck eines Mittelrisalits, von Mansardgiebel bekrönt, Fenster mit zeitgenössisch gesprossten Oberlichtern, originales Türblatt, Sockel rustiziert. | 09253549 |
|                                         | Mietshaus in geschlossener Bebauung und Ecklage | Karl-Marx-Straße 17 (Karte)             | 1900/1905                                          | mit Laden, baugeschichtlich und städtebaulich von Bedeutung. Dreigeschossig, Ecklage betont durch Turmbekrönung in der Art der Welschen Haube, Fassade roter Klinker, Fenstergewände und -verzierungen (Vorhangbogen) aus Sandstein, Erdgeschoss Putzrustika, Türblätter vom Jugendstil beeinflusst. | 09253560 |
|                                         | Mietshaus in halboffener Bebauung | Karl-Marx-Straße 19 (Karte)             | 1900/1905                                          | baugeschichtlich und städtebaulich von Bedeutung. Dreigeschossig, roter Klinker mit Sandsteinfenstergewänden (Vorhangbögen), Erdgeschoss mit Putzrustizierung. | 09253561 |
|                                         | Mietshaus in geschlossener Bebauung | Karl-Marx-Straße 20 (Karte)             | bez. 1904                                          | baugeschichtlich und städtebaulich von Bedeutung. Dreigeschossig, hellrote Klinkerfassade mit zwei flachen Risaliten, durch dunklere Klinker an den Ecken hervorgehoben, drei Balkone, Sandsteinfenstergewände, Bekrönung durch florale Reliefs, Haustür außerhalb der Symmetrie. | 09253566 |
|                                         | Mietshaus in geschlossener Bebauung | Karl-Marx-Straße 22 (Karte)             | nach 1900                                          | baugeschichtlich und städtebaulich von Bedeutung. Dreigeschossig, orange Klinker mit Sandsteinfenstergewänden, in Vorhangbögen profiliert, zwei zentrale Dreiecksbekrönungen, Balkon, Erdgeschoss putzrustiziert, mit Segmentbogenfenstern. | 09253565 |
|                                         | Mietshaus in geschlossener Bebauung | Karl-Marx-Straße 24 (Karte)             | nach 1900                                          | baugeschichtlich und städtebaulich von Bedeutung. Dreigeschossig, sechsachsig mit flachem, zweiachsigen Mittelrisalit, roter Klinker mit Sandstein-Eckrustizierungen, Fenstergewände Sandstein, Bekrönungen durch florale Reliefs, Erdgeschoss Putzrustika. | 09253564 |
|                                         | Villa mit Einfriedung und Seitengebäude in gleicher Gestaltung | Karl-Marx-Straße 25 (Karte)             | um 1905                                            | war wohl Blumenfabrik, u. a. baugeschichtlich von Bedeutung. Heller Klinker mit profilierten Sandsteingewänden der Fenster, Fachwerkgiebel, vom Jugendstil beeinflusstes „Thermen“-Fenster im Seitenrisalit, hölzerner Eingangsüberbau, originales Türblatt von großem Reiz, Seitengebäude mit gleichem Fassadenmaterial und gleicher Gestaltung. | 09253591 |
|                                         | Mietshaus in geschlossener Bebauung | Karl-Marx-Straße 26 (Karte)             | 1900/1905                                          | baugeschichtlich und städtebaulich von Bedeutung. Dreigeschossig, gelber Klinker mit profilierten Gewänden aus Sandstein, Putzornament in der Mittelachse. | 09253563 |
|                                         | Mietshaus in halboffener Bebauung | Karl-Marx-Straße 28 (Karte)             | 1900/1905                                          | baugeschichtlich und städtebaulich von Bedeutung. Dreigeschossig, gelber Klinker mit Sandsteinfenstergewänden in stilisierter Profilierung, Erdgeschoss mit Bogenfenstern und einem Thermenfenster, Giebel mit Putzornament. | 09253562 |
|                                         | Mietvilla | Karl-Marx-Straße 30 (Karte)             | 1900/1905                                          | baugeschichtlich von Bedeutung. Zur Straßenkreuzung hin akzentuierender, runder Eckturm mit Kegelhaube, Seitengiebel mit Zierfachwerk, bildprägender hölzerner Wintergarten zweigeschossig, Sandsteingewände, Sprossenfenster im originalen Sinne. | 09253590 |
|                                         | Ehem. Gesellschaftshaus | Kirchgasse 1 (Karte)                    | 18. Jh.                                            | Wohnhaus in halboffener Bebauung – prägt den Ortskern entscheidend mit, baugeschichtlich von Bedeutung. Massiv, zweigeschossig, mit steilem Krüppelwalmdach, Sandsteingewänden und profiliertem Haustürgewände (mit Schlussstein). | 09253487 |
|                                         | Scheune mit Oberlaube | Kirchgasse 1 (zu) (Karte)               | bez. 1806                                          | zum Pfarrhaus hin abgeschrägt, prägt den Kirch- und Pfarrhauskontext mit, baugeschichtlich von Bedeutung. | 09253636 |
| Weitere Bilder                          | Ev. Stadtkirche St. Jakobi und Pfarrer-Gabriel-Reich-Park; ehem. Friedhof | Kirchplatz 1 (Karte)                    | Chorreste 14. Jh.                                  | St.-Jacobi-Kirche (Neustadt in Sachsen) und ehemaliger Friedhof (Gartendenkmal) – 1883/84 von Gotthilf Ludwig Möckel (1838–1915) umgebaute neogotische Pfarrkirche mit rustikalem Mauerwerk und dominantem Chorflankenturm mit spitzem Haupthelm und vier kleineren Flankentürmen, mittelalterliche Reste, baugeschichtlich und ortsgeschichtlich von Bedeutung. | 09253489 |
|                                         | Pfarrhaus | Kirchplatz 2 (Karte)                    | 1616                                               | Pfarrhaus auf Hakengrundriss, Reste der Einfriedung, Grablege und Epitaph – ältestes erhaltenes Gebäude im Ort, baugeschichtlich und ortsgeschichtlich von Bedeutung. Obergeschoss Fachwerk, Erdgeschoss massiv, mit Sandsteingewänden, mit dominantem Seitengiebel, bemerkenswertes Sitznischen-Renaissanceportal, drei Granittorpfosten, Inschrifttafel (Götzinger), in der Mauer Epitaph 17. Jh., vor dem Haus einfache Grabstätte W. Götzingers (1758–1818). | 09253488 |
| Direkt Bild zu diesem Denkmal hochladen | Wohnhaus in Ecklage | Lange Gasse 7 (Karte)                   | 1. Hälfte 19. Jh.                                  | Obergeschoss Fachwerk verputzt, baugeschichtlich und straßenbildprägend von Bedeutung. Zweigeschossig, Obergeschoss Fachwerk, verputzt, Baukörper mit abgeschrägter Ecke. | 09253503 |
| Direkt Bild zu diesem Denkmal hochladen | Wohnhaus in offener Bebauung und Ecklage | Lange Gasse 11 (Karte)                  | bez. 1923                                          | baugeschichtlich und städtebaulich von Bedeutung. Zweigeschossig, massiv, heterogene Dachlandschaft auf Mansardbasis, mit Dachhäuschen, die Straßenecke dominierender Erker mit zum Teil expressionistischer Verzierung sowie Ornament „S+S“, doppelte Biberschwanzdeckung. | 09253501 |
| Direkt Bild zu diesem Denkmal hochladen | Wohnhaus in geschlossener Bebauung | Lange Gasse 16 (Karte)                  | um 1800                                            | Obergeschoss Fachwerk verputzt, baugeschichtlich und städtebaulich von Bedeutung. Obergeschoss Fachwerk, Sandstein-Türgewände mit Korbbogen und Schlussstein, Fenster Obergeschoss originale Größe. | 09253506 |
| Direkt Bild zu diesem Denkmal hochladen | Wohnhaus in halboffener Bebauung | Lange Gasse 20 (Karte)                  | 1. Hälfte 19. Jh.                                  | Obergeschoss Fachwerk verputzt, baugeschichtlich und städtebaulich von Bedeutung. Erdgeschoss Sandsteingewände der Öffnungen, Fenster weitgehend Originalgröße, Falzziegel. | 09253502 |
| Direkt Bild zu diesem Denkmal hochladen | Wohnhaus in halboffener Bebauung | Lange Gasse 30 (Karte)                  | um 1920                                            | baugeschichtlich von Bedeutung. Zweigeschossig, dominantes Mansarddach mit großem Dachhaus, Putzornament zum Teil erhalten, rustikaler Sockel, aufwendige, originale Türen. | 09253500 |
| Direkt Bild zu diesem Denkmal hochladen | Türstock | Malzgasse 1 (Karte)                     | bez. 1804                                          | künstlerisch-handwerklich von Bedeutung. Sandstein, Korbbogen, mit Inschrift. | 09253525 |
| Direkt Bild zu diesem Denkmal hochladen | Haustür eines Wohnhauses | Malzgasse 4 (Karte)                     | 2. Hälfte 19. Jh.                                  | historistisches Türblatt, künstlerisch-handwerklich von Bedeutung. | 09253526 |
|                                         | Ehemalige Brauerei | Malzgasse 7; 9 (Karte)                  | 18. Jh.                                            | baugeschichtlich und ortshistorisch von Bedeutung. Mächtiger Baukörper mit Krüppelmansarddach und zwei langen Dachhechten, Sandsteingewände. | 09253661 |
| Weitere Bilder                          | Kursächsische Postmeilensäule | Markt (Karte)                           | bez. 1729                                          | Teilkopie einer Distanzsäule, verkehrsgeschichtlich von Bedeutung. Kopie einer Kursächsischen Distanzsäule bezeichnet 1729, aus Cottaer Sandstein,ist in der typischen Form als ein mit Entfernungsangaben beschrifteter Obelisk auf hohem Sockel, mit je zwei polnischen und Kurwappen sowie „AR“- Monogramm und Posthornzeichen errichtet worden. 1929 und 1954 wurde die Spitze ersetzt. 1983 erhielt die Säule eine farbliche Neufassung. Sandstein, Obelisk mit Wappen auf Postament, verschiedene Inschriften zu Entfernungsangaben, Jahreszahl und Posthornzeichen. | 09253466 |
| Weitere Bilder                          | Rathaus in offener Bebauung | Markt 1 (Karte)                         | 1696–1703                                          | baugeschichtlich, ortsgeschichtlich und platzbildprägend von Bedeutung. Zentral auf dem Marktplatz gelegen, gedrungener Baukörper, zweigeschossig, mit steilem, dominanten Walmdach, zwei große Schleppgaupen und Fledermausgaupen, zentraler Dachreiter (ca. 15 m) mit Uhr, Laterne, Glocke, Zwiebelhaube, Wetterfahne, die Geschosse bezeichnende Putzgliederung, Portal mit Volutengiebel und sächsischem und Neustädter Wappen (Berken von der Duba, bezeichnet 1703), Biberschwanzdeckung. | 09253465 |
|                                         | Ehem. Café Wochenpost, jetzt Wohnhaus | Markt 2; 3 (Karte)                      | 1957/1959                                          | Wohnhaus in geschlossener Bebauung und Ecklage – gelungene Schließung der im Krieg zerstörten Westseite des Marktplatzes, baugeschichtlich und städtebaulich von Bedeutung. Zweigeschossig, mit Walmdach, konservativer Baukörper mit gemäßigt modernem, terrassierten Vorbau (mit Geländer), Architekt: Alfred Gottfried (Dresden). | 09253486 |
|                                         | Wohnhaus mit westlichem Eckturm in geschlossener Bebauung | Markt 5 (Karte)                         | um 1750                                            | zweigeschossiges massives Gebäude, konstitutiver Bestandteil der alten Marktbebauung, baugeschichtlich von Bedeutung. Mit breitem Walmdach, mit akzentuierendem Eckturm (zu Kirchgasse 1). | 09253635 |
|                                         | Wohnhaus in geschlossener Bebauung | Markt 6 (Karte)                         | nach 1755                                          | baugeschichtlich und platzbildprägend von Bedeutung. Massiv, zweigeschossig, Ladeneinbau. | 09253467 |
|                                         | Wohnhaus in halboffener Bebauung | Markt 7 (Karte)                         | nach 1755                                          | mit Laden, baugeschichtlich und platzbildprägend von Bedeutung. Zweigeschossig, massiv, gedrungener Baukörper mit Krüppelwalmdach. | 09253468 |
| Direkt Bild zu diesem Denkmal hochladen | Tonnengewölbe im Keller | Markt 10 (Karte)                        | 17. Jh.                                            | baugeschichtlich von Bedeutung. | 09253469 |
|                                         | Wohnhaus in geschlossener Bebauung | Markt 11 (Karte)                        | nach 1755                                          | prägender Teil der alten Marktbebauung, baugeschichtlich von Bedeutung. Massiv, zweigeschossig, alter Dachstuhl, Dach mit drei Fledermausgaupen, Traufgesims. | 09253470 |
|                                         | Wohnhaus in Ecklage | Markt 12 (Karte)                        | nach 1755                                          | Bestandteil der alten Marktbebauung, baugeschichtlich von Bedeutung. Breitgelagert, dreigeschossig, mit Krüppelwalmdach. | 09253471 |
|                                         | Wohnhaus in geschlossener Bebauung | Markt 14 (Karte)                        | um 1900, später aufgestockt, Kern wesentlich älter | mit Laden, baugeschichtlich und städtebaulich von Bedeutung. Dreigeschossig mit Dachhaus, Sprossenfenster, Sandsteingewände, im Erdgeschoss aufwändige ornamentale Gliederung erhalten (rustizierte Pilaster mit verspielten Kapitellen, u. a. Eierstab), Interieur im Geschäft erhalten. | 09253472 |
| Direkt Bild zu diesem Denkmal hochladen | Wohnhaus in geschlossener Bebauung | Markt 18 (Karte)                        | Kern 2. Hälfte 19. Jh.                             | mit Laden, akzentuiert die SO-Ecke des Marktplatzes, baugeschichtlich und städtebaulich von Bedeutung. Dreigeschossig, mit dominantem Treppengiebel (mit Kugeln und Pseudo-Akroterion), Fenstergewände zum Teil gefast, zum Teil mit Ohrungen. | 09253476 |
|                                         | Wohnhaus in geschlossener Bebauung | Markt 19 (Karte)                        | 3. Viertel 19. Jh.                                 | mit Laden, Bestandteil des südlichen Marktplatzbildes, baugeschichtlich und städtebaulich von Bedeutung. Dreigeschossig, Fensterdekorationen in Neorenaissanceformen, Kreuzstabfenster. | 09253477 |
|                                         | Wohnhaus in geschlossener Bebauung | Markt 20 (Karte)                        | letztes Viertel 19. Jh.                            | Bestandteil der südlichen Marktbebauung, baugeschichtlich und städtebaulich von Bedeutung. Dreigeschossig, späterer Ladeneinbau im Erdgeschoss, Obergeschosse mit profilierten Fenstergewänden, Traufgesims. | 09253605 |
| Direkt Bild zu diesem Denkmal hochladen | Wohnhaus in geschlossener Bebauung | Markt 21 (Karte)                        | 1958/1960                                          | mit Laden (Drogerie), kongeniale Ergänzung der Marktplatzsituation nach den Kriegszerstörungen, baugeschichtlich und städtebaulich von Bedeutung. Dreigeschossig, Vierachsigkeit im Erdgeschoss gesteigert durch Schaufenster mit sehr flachen Bögen, Schriftzug „Drogerie“ im Goldenen Schnitt angebracht. | 09253478 |
|                                         | Gasthaus in Ecklage zur Bahnhofstraße und in geschlossener Bebauung | Markt 23 (Karte)                        | bez. 1946                                          | Stilmischung aus Formen der 1920er und 1930er Jahre, Beispiel für Kontinuität von Vorkriegsformen, erbaut in der ersten Wiederaufbauphase nach dem Zweiten Weltkrieg, baugeschichtlich und städtebaulich von Bedeutung. Zweieinhalbgeschossig, mächtiges Satteldach zur Bahnhofstraße. Erdgeschoss durchgehend Rundbogenfenster, Inschriftentafel 18. Jh., Sprossenfenster, zur Bahnhofstraße „Alfred Arnold“ als Sgraffito in altdeutscher Schrift. | 09253479 |
|                                         | Ehem. Haus Voogt | Markt 24 (Karte)                        | bez. 1632                                          | Wohnhaus in halboffener Bebauung – spätere Fassadengestaltung im Rokoko (wohl ältestes Haus der Marktbebauung), baugeschichtlich von Bedeutung. Zweigeschossig, alter Baukörper, mit zur Traufe nochmals geneigtem Walmdach, fünf und acht Achsen, Auslucht zur Marktseite mittig, Sprossenfenster. | 09253481 |
|                                         | Wohnhaus in geschlossener Bebauung | Markt 26 (Karte)                        | 1950er Jahre                                       | mit Laden, Teil des volkstümlicher gehaltenen Marktplatz-West-Wiederaufbaus, baugeschichtlich und städtebaulich von Bedeutung. Zweigeschossig, Ladengeschoss mit sehr flachen Bögen, Aufnahme ländlicher Bauformen (Dachhecht). | 09253482 |
|                                         | Wohnhaus in geschlossener Bebauung | Markt 27 (Karte)                        | 1950er Jahre                                       | mit Laden, Teil des volkstümlicher gehaltenen Marktplatz-West-Wiederaufbaues, baugeschichtlich und städtebaulich von Bedeutung. Zweigeschossig, Ladengeschoss mit sehr flachen Bögen, Aufnahme ländlicher Bauformen (Dachhecht). | 09253484 |
| Direkt Bild zu diesem Denkmal hochladen | Wohnhaus | Marktgasse 1 (Karte)                    | 1950er Jahre                                       | schlichtes, aber qualitätvolles Beispiel für den Wiederaufbau, schließt die SW-Ecke des Marktes, baugeschichtlich und städtebaulich von Bedeutung. Zweigeschossig, Dachhäuschen, Sprossenfenster. | 09253631 |
| Direkt Bild zu diesem Denkmal hochladen | Ehemalige Schmiede | Neue Gasse 1 (Karte)                    | Türstock bez. 1834                                 | traufständig zum Platz stehend und ihn somit schließend, ortsgeschichtlich von Bedeutung. Zweigeschossig, Sandstein-Türgewände (Korbbogen), Technik: Krafthammer der Fa. Hecker & Sohn, Dresden, mit Elektroantrieb, Dresden 1919/20. | 09253657 |
| Weitere Bilder                          | Wohnhaus (Umgebinde) mit Anbau im rechten Winkel (mit alter Oberlaube) | Neue Gasse 10 (Karte)                   | 1. Hälfte 19. Jh.                                  | Rest ländlicher Bauweise im städtischen Kontext, baugeschichtlich von Bedeutung. Krüppelwalmdach mit Fledermausgaupe, Obergeschoss Fachwerk, an der Schmalseite verbrettert, restauriertes doppeltes Umgebinde mit Kopfbändern. | 09253592 |
|                                         | Ehem. Stadtmühle | Obergraben 1 (Karte)                    | 1880er Jahre                                       | Wohnhaus in halboffener Bebauung – ohne neueren Anbau, baugeschichtlich und ortsgeschichtlich von Bedeutung. Walmdach, zweigeschossig, mit Drempel, Gurtgesimse, Fensterbekrönungen, Eingang Granitgewände mit Korbbogenabschluss. | 09253524 |
|                                         | Wohnhaus in offener Bebauung | Obergraben 2 (Karte)                    | 2. Hälfte 18. Jh.                                  | Zeugnis der alten ländlichen Bauweise im Stadtkontext, baugeschichtlich von Bedeutung. Obergeschoss noch zum Teil Fachwerk (Giebelseite verschiefert), zur Traufe hin weiter geneigtes Satteldach, Haustürgewände mit Korbbogen, Fenstergrößen original. | 09253523 |
| Direkt Bild zu diesem Denkmal hochladen | Fabrikantenvilla | Obergraben 4 (Karte)                    | um 1900                                            | baugeschichtlich von Bedeutung. Zweieinhalbgeschossige Villa auf verwinkeltem Grundriss, Mansarddach, Klinkerbau mit Sandstein-Formsteinen, Risalite, Balkon, straßenseitiger Risalit: Thermenfenster, Giebel mit Fächern und Initialen A.P. (Formen der Deutschen Renaissance), bewegte Dachlandschaft, Fenster erhalten, Dachdeckung glasierter Biberschwanz. | 09253617 |
| Direkt Bild zu diesem Denkmal hochladen | Wohnhaus in offener Bebauung | Polenzer Gasse 1 (Karte)                | 1. Hälfte 19. Jh.                                  | Obergeschoss Fachwerk, prägt sowohl das Bild der Polenzer Gasse wie auch die Sichtbeziehung der Dresdner Straße mit, baugeschichtlich von Bedeutung. Ornamental verschiefert, Krüppelwalmdach, Biberschwanzdeckung, große Fenstereinbrüche Giebelseite. | 09253671 |
| Direkt Bild zu diesem Denkmal hochladen | Wohnhaus in geschlossener Bebauung | Polenzer Gasse 2 (Karte)                | 1. Hälfte 19. Jh.                                  | integraler Bestandteil des gewachsenen Gassenbildes, baugeschichtlich von Bedeutung. Zweigeschossig, Biberschwanzdeckung, Fenster originale Größe. | 09253672 |
| Direkt Bild zu diesem Denkmal hochladen | Wohnhaus in offener, ehemals halboffener Bebauung | Polenzer Gasse 7 (Karte)                | 1. Hälfte 19. Jh.                                  | als Kopfbau den Beginn der vorstädtischen Kernbebauung verkörpernd, städtebaulich von Bedeutung. | 09253674 |
| Direkt Bild zu diesem Denkmal hochladen | Wohnhaus in halboffener Bebauung | Postgasse 1 (Karte)                     | Türgewände bez. 1820                               | Obergeschoss Fachwerk verputzt, baugeschichtlich von Bedeutung. Türgewände mit Korbbogen und Inschrift. | 09253507 |
| Direkt Bild zu diesem Denkmal hochladen | Wohnhaus | Rosa-Luxemburg-Straße 6 (Karte)         | um 1900                                            | zweigeschossiges Wohnhaus mit Klinkerfassade, baugeschichtlich von Bedeutung. Gegiebeltem Mittelrisalit, gelber Klinker, mit rotem Klinker ornamental versetzt, Sandstein-Fenstergewände, Zementrustizierungen, obeliskenbekrönt. | 09253625 |
| Direkt Bild zu diesem Denkmal hochladen | Wohnhaus in offener Bebauung, mit integrierter Werkstatt | Rugiswalder Weg 4 (Karte)               | bez. 1934                                          | dem Bauernhaus nachempfunden mit Formen des Heimatstils der 1930er Jahre, baugeschichtlich und ortsgeschichtlich von Bedeutung. Putzfassade, Frackdach, Fledermausgaupe, symmetrische Gliederung, Erdgeschoss gesprosste Fenster mit Klappläden, Eingang Klinker, Obergeschoss kleinere Fenster, gesprosst, altdeutsches Sgraffito: Martin Schmidt …, zwei Tafeln: 1826–1934 – KW – MS „Was Du ererbt von Deinen Vätern hast, erwirb es, um es zu besitzen.“ | 09253610 |
| Weitere Bilder                          | Kath. Pfarrei und Kirche St. Gertrud | Struvestraße 5 (Karte)                  | Grundsteinlegung 1927                              | Kath. Kirche, Pfarrhaus und Einfriedung – Kirche und Pfarrhaus sind einheitlich in expressionistischen Formen gestaltet, baugeschichtlich von Bedeutung. Kirche: Saalkirche mit Eingangsvorbau, Satteldach, Dachreiter, gerader Chorabschluss, bossierte Granitquader, Putzstruktur, hohe, schmale Fenster, Traufgesims. Zusammen mit dem Pfarrhaus über Eck erbaut. Pfarrhaus: zweigeschossig, Walmdach, dreieckige Dachfenster, Freitreppe, Gesimse, originale Fenster erhalten. | 09253540 |
|                                         | Wohnhaus in offener Bebauung | Struvestraße 9 (Karte)                  | bez. 1924                                          | Beispiel für konservative Bauformen in den 20er Jahren, baugeschichtlich von Bedeutung. Bossierter Sockel, zentraler Eingang mit Tafel, Erdgeschoss Pilastergliederung, Walmdach mit Dachausbau: Attika, Sitznischenportal, originale Haustür, Inschrift der Tafel: „Nach bangen Zeiten der Not und Qual wird leuchten uns wieder der Sonne Strahl. Anno 1924. C.L. Heilmann.“ | 09253541 |
|                                         | Gerätehaus und Schlauchturm der Feuerwehr in offener Bebauung und Gedenktafel                                                                                                 | Struvestraße 10 (Karte)                 | um 1925                                            | baugeschichtlich und ortsgeschichtlich von Bedeutung. Gerätehaus: vierachsig, zweigeschossig, Mansarddach mit gegiebeltem Dachausbau, bossierte Sockelzone, hohes Erdgeschoss mit rundbogigen Toren, Gewände und Schlusssteine aus Sandstein, Gesims, darüber axial angeordnete Fenster, Traufgesims, schmalseitig Reihe von neun schmalen Fenstern, bemerkenswerte Tore mit Beschlag, Gedenktafel für die Gefallenen der Freiwilligen Turner-Feuerwehr Neustadt/Sa. 1914–1918: altdeutsche Schrift, Relief (Stahlhelm und Eichenlaub), Schlauchturm mit Pyramidendach. | 09253542 |
|                                         | Mietshaus in halboffener Bebauung | Struvestraße 11 (Karte)                 | 1905/1910                                          | Bestandteil des geschlossenen Straßenzuges der Sebnitzer Straße, baugeschichtlich und städtebaulich von Bedeutung. Dreigeschossig, Hausteinsockel, Erdgeschoss Klinker und Putzgliederung mit Reliefs, asymmetrischer Eingang, subtile Gliederung des Baukörpers durch Putzstrukturen, auch beim Dachhäuschen. | 09253580 |
|                                         | Wohnhaus in halboffener Bebauung | Struvestraße 12 (Karte)                 | um 1910                                            | Bestandteil des geschlossenen Straßenzuges der Sebnitzer Straße, baugeschichtlich und städtebaulich von Bedeutung. Dreigeschossig, hoher Hausteinsockel, Ladeneinbau, asymmetrisches Portikusmotiv des Hauseingangs, Tür erhalten, Kolossalordnung durch Putzgliederung, Buntglasfenster, Schmuck, durchgehend originale Fenster. | 09253578 |
|                                         | Mietshaus in geschlossener Bebauung | Struvestraße 13 (Karte)                 | um 1890                                            | Bestandteil des geschlossenen Straßenzuges der Sebnitzer Straße, baugeschichtlich und städtebaulich von Bedeutung. Dreigeschossig, Sandsteinsockel, Backsteinfassade, Gliederungselemente und Bauzier aus Sandstein, Hervorhebung der 1. Etage durch aufwändigeren Schmuck: Fensterbekrönung, Gesimse, Eckrustizierung, Tor erhalten. | 09253579 |
|                                         | Wohnhaus in geschlossener Bebauung | Struvestraße 15 (Karte)                 | nach 1880                                          | Putzbau mit späthistoristischer Fassade, baugeschichtlich und städtebaulich von Bedeutung. Zweigeschossiger massiver Putzbau mit Resten von Wandgliederung, intaktem Wand-Öffnung-Verhältnis, die Seiten mit jeweils zwei Achsen dreiecksgegiebelt: Dachgeschoss, dazwischen originale stehende Gaupen mit gleichem Abschluss, alte Sprossung zum Teil vorhanden, originales Türblatt. | 09279075 |
|                                         | Wohnhaus in geschlossener Bebauung | Struvestraße 17 (Karte)                 | um 1890                                            | Bestandteil des geschlossenen Straßenzuges der Sebnitzer Straße, baugeschichtlich und städtebaulich von Bedeutung. Zweigeschossig, Sandsteinsockel, Backsteinfassade, Dachausbau, Obergeschoss betont durch Fensterbedachungen aus Haustein, hervortretendes Gesims, Eingangstür erhalten. | 09253577 |
|                                         | Wohnhaus in geschlossener Bebauung | Struvestraße 20 (Karte)                 | um 1890                                            | Putzbau mit späthistoristischer Fassade, Bestandteil des geschlossenen Straßenzuges der Sebnitzer Straße, baugeschichtlich und städtebaulich von Bedeutung. Zweigeschossig mit Dachausbau, flacher Risalit, Putzfassade, barockisierende Bauzier vor allem im Risalitbereich (Hermenpilaster, Muschel, Okulus), seitlich Toreinfahrt, Tür erhalten, Eingang mit Treppe schneidet in den Baukörper ein, zusammen mit Nr. 12 einheitlich gestaltet. | 09253575 |
| Direkt Bild zu diesem Denkmal hochladen | Wohnhaus in geschlossener Bebauung | Struvestraße 21 (Karte)                 | um 1890                                            | Putzbau mit späthistoristischer Fassade, Bestandteil des geschlossenen Straßenzuges der Sebnitzer Straße, baugeschichtlich und städtebaulich von Bedeutung. Zweigeschossig, Traufgesims, flacher Mittelrisalit, Dachhäuschen, Hausteinsockel, Putzfassade, Bauzier und Fenstergewände aus Sandstein, zwei Eingänge, Hervorhebung des Risalits durch Eckrustika und Fensterbekrönung, mit Nr. 13 und Dr.-Wilhelm-Külz-Straße 20 einheitlich gestaltet. | 09253576 |
|                                         | Wohnhaus in geschlossener Bebauung | Struvestraße 22 (Karte)                 | um 1890                                            | Putzbau mit späthistoristischer Fassade, Bestandteil der geschlossenen Bebauung der Sebnitzer Straße, baugeschichtlich und städtebaulich von Bedeutung. Zweigeschossig, mit Dachausbau, flacher, gegiebelter Mittelrisalit, Putzfassade, barockisierende Bauzier vor allem im Risalitbereich (Hermenpilaster, Muschel, Okulus und Bekrönung im Giebel), Eingangstreppe führt in den Baukörper hinein, zusammen mit Nr. 10 weitgehend einheitlich gestaltet. | 09253574 |
|                                         | Wohnhaus in geschlossener Bebauung und in Ecklage | Struvestraße 23 (Karte)                 | um 1890                                            | mit Laden, Putzbau mit späthistoristischer Fassade, baugeschichtlich und städtebaulich von Bedeutung. Zweigeschossig, Mezzanin-Dachausbau, Sandsteinsockel, Putzfassade mit eklektizistischem Bauschmuck, Steigerung der Formensprache zur Ecke hin: Rustizierung, Gesimse, schmiedeeisernes Gitter und Giebelbekrönung. | 09253571 |
|                                         | Wohnhaus in halboffener Bebauung und in Ecklage | Struvestraße 25 (Karte)                 | um 1900                                            | prägender Bestandteil des Bereichs Sebnitzer/Ecke Dr.-Wilhelm-Külz-Straße, baugeschichtlich und städtebaulich von Bedeutung. Zweigeschossig, drei Achsen der Ecklage dreigeschossig, Putzfassade auf Sandsteinsockel. Eckrustizierung, Obergeschoss durch Fensterbedachungen hervorgehoben. | 09253572 |
| Direkt Bild zu diesem Denkmal hochladen | Drei Granitmonolithe | Wilhelm-Kaulisch-Straße - (Karte)       | 19. Jh.                                            | ortsgeschichtlich von Bedeutung. Höhe: ca. 2 m/3,50 m/2 m. | 09253618 |
| Direkt Bild zu diesem Denkmal hochladen | Wohnhaus in offener Bebauung, davor Brunnen | Wilhelm-Kaulisch-Straße 1a (Karte)      | vermutlich bez. 1853, Kern älter                   | Obergeschoss Fachwerk, teils verputzt, teils verkleidet, weitgehend ursprünglich erhaltenes Beispiel ländlicher Bauweise im mittlerweile städtischen Kontext, an entscheidend straßenbildprägender Stelle. Fachwerk teils verputzt, teils verschiefert (Giebel), Haustür Sandsteingewände mit Inschrift Fenster gesprosst und in Originalgröße. | 09253677 |
| Direkt Bild zu diesem Denkmal hochladen | Wohnhaus und Steindeckerbrücke | Wilhelm-Kaulisch-Straße 1b (Karte)      | Kern 18. Jh. oder älter                            | Obergeschoss Fachwerk, teils verputzt, teils verkleidet, baugeschichtlich und straßenbildprägend von Bedeutung. Wohnhaus: breitgelagerter, gedrungener Baukörper, Obergeschoss Fachwerk, verputzt, niedrige Geschosshöhen, Putzfassade, steiles Satteldach, Giebelseiten verschiefert, Anbau, originale Fenstergrößen und -sprossung, Erdgeschoss: Haustein-Fenstergewände, profiliert, Baukörper unverändert in Größe und Kubatur, altes Türblatt. | 09253612 |
| Direkt Bild zu diesem Denkmal hochladen | Wohnhaus in offener Bebauung | Wilhelm-Kaulisch-Straße 4 (Karte)       | um 1890                                            | baugeschichtlich und straßenbildprägend von Bedeutung. Satteldach, Dachhäuschen mit gesprengtem Giebel, Klinkerfassade, Eckrustizierung, Gesimse, Balkon, Fenstergewände und Bauzier aus Sandstein und Zement, aufwendig ornamentierte Fensterbekrönungen, Freitreppe aus Granit. | 09253613 |
| Direkt Bild zu diesem Denkmal hochladen | Wohnhaus in offener Bebauung | Wilhelm-Kaulisch-Straße 6 (Karte)       | Platte an der Schmalseite bez. 1865                | baugeschichtlich und straßenbildprägend von Bedeutung. Zwei gegiebelte Risalite, zweigeschossig, Mezzanin, Satteldach, profilierte Fenster- und Türgewände, Balkon, Gesimse, klassizistischer Schmuck, z. B. Traufgesims, Türblatt erhalten, Freitreppe. | 09253614 |
| Direkt Bild zu diesem Denkmal hochladen | Mietshaus in offener Bebauung | Wilhelm-Kaulisch-Straße 31 (Karte)      | 1938–1941                                          | Bestandteil einer Genossenschaftssiedlung, die im Dritten Reich analog zum Bau der vorbeiführenden Straße entstand, als einziges Gebäude dieser Art hier weitgehend ursprünglich erhalten, baugeschichtlich von Bedeutung. Zweigeschossig, Walmdach mit Fledermausgaupen, Fensterläden, Kratzputz und Türrahmen aus „kanneliertem“ Beton, originales Türblatt, innen originale Treppenläufe und Wohnungstüren, Biberschwanzdeckung. | 09253662 |

## Ausführliche Denkmaltexte
1. ↑  Kapelle: Sockel Granit, sonst Sandstein, Eingangsvorbau mit Portal, Freitreppe, Fensterrose und Kapellen im Osten, kräftige Strebepfeiler, Traufgesims, stark vergröberte gotisierende Bauzier:
1. Sandsteingrabmal Familie Karl Ernst Winkler (Ädikula, Inschrift angewittert, Ende 19. Jh.),
2. Sandsteingrabmal Familie Pohl (Ende 19. Jh.),
3. Sandsteingrabmal Familie Max Frohwald Forker (Ädikula), Inschrift angewittert, 18? (Ende 19. Jh.),
4. Grabmal Familie Friedrich August Voogt (1804–1876),
5. Sandsteingrabmal (Ädikula) Familie Johann Gottlieb Schöne (1797–1880),
6. barockes Grabmal mit weiblicher Figur (18. Jh.),
Denkmal dt./frz. Krieg (Obelisk mit Inschriften), Grabanlage Traugott Hermann Piersig (1835–1885) mit Einfriedung.
2. ↑  Parkanlage, Goethestraße – Bauliche Schutzgüter:

Erschließung: landschaftlich geschwungenes Wegesystem, wassergebundene Decke, zum Teil mit Einfassung (neu). Gartenausstattung: drei Enten-/ Schwanenhäuschen aus Holz, VVN-Denkmal Monolith aus Granit mit Aufschrift „VVN“ mit umgebender Platzgestaltung, Denkmal 100 Jahre Arthur-Richter-Park 1892–1992 (kein Denkmal). Wasserelemente: Teich mit Fontäne, Wasserlauf und drei Brücken (im Stil der Nachkriegsmoderne).

Vegetation: Alleen und Baumreihen: Baumreihe aus Stieleichen (Quercus robur) auf Ost- und Südseite, Lindenrondell in Südostecke. Einzelbäume: wertvoller Altbaumbestand, u. a. bestehend aus Linde (Tilia spec.), Bergahorn (Acer pseudoplatanus), Scheinzypresse (Chamaecyparis spec.), Stieleiche (Quercus robur), Roteiche (Quercus rubra), Rosskastanie (Aesculus hippocastanum), Rotbuche (Fagus sylvatica), Hemlocktanne (Tsuga canadensis), zum Teil Nachpflanzungen am falschen Standort. Hecken und Sträucher: zahlreiche Ziersträucher, zum Teil neu gepflanzt, große Altbestände aus Rhododendron, geschnittene Hainbuchenhecke (Carpinus betulus) zwischen Stieleichenreihe im Osten.
Sonstige Schutzgüter: Bodenrelief: eben, Blickbeziehung: zum Kirchturm nach Norden.
3. ↑  Evangelische Jakobikirche. 1346 erstmals erwähnt, Umbauten 1495, 1648, 1676 und 1776. 1883/84 Abbruch und neugotischer Neubau mit Turm durch Gotthilf Ludwig Möckel, nur im Chor Reste des ersten Baus (14. Jh.) erhalten. Restaurierung 1969/70.
Bruchsteinbau, zum Teil verputzt. Eingezogener, einschiffiger Chor mit 3/8-Schluss, von Strebepfeilern umgeben, mit spitzbogigen Fenstern. Das einschiffige Langhaus dieser Gestaltung angepasst, Turm an der Südseite.
Der Chor mit Kreuzrippengewölbe über zwei Joche. Logen an der Chornord- und -südseite. Spitzbogiger Triumphbogen zum langgestreckten Schiff. Dieses mit Kreuzrippengewölbe über fünf Joche und umlaufenden eingeschossigen Holzemporen.

Ausstattung: Altar, Taufe, Kanzel 19. Jh. Im Chor zwei schöne Epitaphien aus Sandstein für Hans Georg von Whese († 1578) und seine Gattin Anna von Ponickau († 1579) sowie für Heinrich von Hermsdorf auf Polenz († 1581), beide Christoph Walther II zugeschrieben. Lebensgroßer, auferstandener Christus mit Kreuzesfahne, farbig gefaßte Schnitzfigur, 17. Jh. Teile eines Orgelprospektes, 17. Jh., große Orgel von Eule, 1884, verändert 1976/77. (Dehio Sachsen I, 1996).

St.-Jacob-Kirche: Westportal mit Wandmalerei (Evangelistensymbole), innen Kreuzrippenwölbung, kapellenartige Nischen im Obergeschoss, Empore, Gestühl, Altar, Kanzel und Orgelprospekt in einheitlicher Gestaltung (mit gotisierenden Elementen aus der Erbauungszeit), im Chorbereich zwei qualitätvolle große Renaissance-Epitaphien (1578 und 1581 aus der Werkstatt der Walther/Dresden):
  1. Hans Georg Wehse und Anna von Ponickau: dreigeschossige Renaissance-Architektur, Reliefs der Passion (Golgatha mit den Gestorbenen, Himmelfahrt), Gottvater mit Heiligem Geist, flankierend: zwei Kardinaltugenden.
  2. Heinrich von Hermsdorf: Renaissance-Architektur mit Reliefs, betender Gestorbener vor Kruzifix, darüber Christi Himmelfahrt. – Gegenüber der Kanzel: Skulptur segnender Christus mit Kreuzesfahne, farbig gefasst, 17. Jh. (von einem Barockaltar).

Pfarrer-Gabriel-Reich-Park: ehemaliger Kirchhof, 1843/1844 erweitert und bis 1869 Friedhof der Stadt, heute Nutzung als Park, von Osten nach Westen verlaufender Weg des ehemaligen Wegekreuzes mit Allee aus geschnittenen Winter-Linden (Tilia cordata) noch vorhanden, von der ehemals von Norden nach Süden verlaufenden Lindenallee sind noch zwei Bäume nahe der Kirche erhalten, im Norden, Osten und Westen mit einer ehemals geschnittenen Hainbuchenhecke eingefriedet (vgl. auch Neue Sächsische Kirchengalerie. Band 16: Die Ephorie Pirna. Leipzig 1904, S. 908, 934–935).
4. ↑  Denkmaltext: Im Jahre 1722 begann man im Kurfürstentum Sachsen mit der Aufstellung der Kursächsischen Postmeilensäulen. Kurfürst Friedrich August I. wollte hierdurch ein zeitgemäßes Verkehrs- und Transportleitsystem im Kurfürstentum aufbauen, um Handel und Wirtschaft zu fördern. Er beauftragte mit Generalvollmacht Magister Adam Friedrich Zürner (1679–1742) mit der Durchführung. Das System der Postmeilensäulen umfasste Distanzsäulen, Viertelmeilensteine, Halb- und Ganzmeilensäulen. Die Distanzsäulen sollten in den Städten vor den Stadttoren, später nur auf den Marktplätzen aufgestellt werden. Entlang der Poststraßen wurden Viertelmeilensteine, Halb- und Ganzmeilensäulen aufgestellt. Sie erhielten eine fortlaufende Nummerierung (Reihennummer), beginnend vom Anfang der Vermessung. Die Ganzmeilensäulen wurden außerhalb der Städte an den Poststraßen im Abstand von 1 Meile (= 9,062 km) aufgestellt. Die Distanzsäulen waren mit dem Monogramm „AR“ für „Augustus Rex“, dem kursächsisch und polnisch-litauischen Doppelwappen sowie der polnischen Königskrone gekennzeichnet. Die Ganzmeilen-, Halbmeilensäulen und Viertelmeilensteine waren alle ähnlich beschriftet, alle trugen kein Wappen, aber das Monogramm „AR“. Die Entfernungsangaben erfolgten in Wegestunden (1 Stunde= ½ Postmeile = 4,531 km). Dieses Meilensystem war das erste europäische Verkehrsleitsystem. Der hier betrachteten Säule kommt als Teil des überregional bedeutenden Postwegesystems eine hohe verkehrsgeschichtliche Bedeutung zu. (LfD/2013).